# Estepona
Estepona es un municipio y ciudad española de la provincia de Málaga, Andalucía. Está situado en la zona suroccidental de la provincia e integrado en la comarca de la Costa del Sol Occidental, en la mancomunidad de municipios homónima y en el partido judicial que lleva su nombre.
Su término municipal tiene una superficie de 137,5 km² que se extienden a lo largo de 23 km de litoral y se adentran hacia el interior abarcando un fértil valle surcado por arroyos y una zona montañosa dominada por la Sierra Bermeja, que alcanza los 1452 m s. n. m. en el pico de Los Reales.
Estepona es un destino turístico popular internacional, con una amplia oferta hotelera e interesantes instalaciones de ocio y deporte. Cuenta con un muy cuidado centro histórico, playas y un importante número de segundas residencias. Además, en Estepona se dan cítricos, fruta tropical y pesca.
Durante su historia, Estepona ha estado ligada a su condición de población costera, escenario de batallas navales por su cercanía al Estrecho. A lo largo de la costa, los romanos habitaron el actual término de Estepona, y desde la Edad Media fue tierra de frontera entre taifas y reinos.

## Toponimia
Existe consenso científico sobre la procedencia del nombre Estepona, cuya etimología señala el topónimo árabe Istibuna. 
A Estepona la llaman "El Jardín de la Costa del Sol" por la remodelación del centro urbano de la ciudad con la regeneración de más de 14 kilómetros de casi un centenar de calles y plazas que en su estética resaltan el tipismo andaluz con muchas macetas y muchas flores.

### Gentilicio
El gentilicio es "esteponero/a" y procede del nombre castellano, Estepona. Como en otras ciudades de la zona (La Línea de la Concepción, Gibraltar, Ceuta, etc.) a sus ciudadanos se les conoce por un gentilicio popular. Así a los esteponeros se les llama "culitos mojaos". Según comentarios pasados de generación en generación, parece ser que proviene de ser una ciudad costera. Otra versiones dicen que proviene de cuando se vendían las brevas de las que Estepona era gran productora, a las brevas si se les moja el culo con aceite maduran antes. Los compradores cuando veían una caja con brevas con el culo mojado sabían que eran de Estepona.

## Símbolos

### Escudo

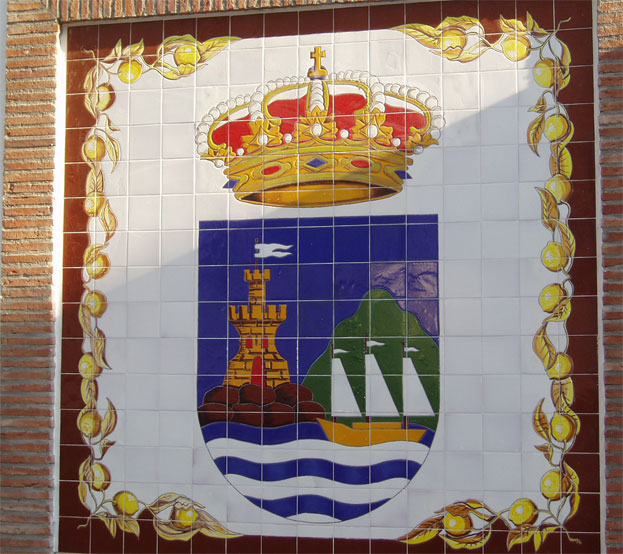
Azulejo con el escudo municipal

El escudo de Estepona muestra sobre campo de azur una montaña de sinople, una torre y un barco de tres velas latinas, de oro. El escudo tiene la misma estructura que el de la ciudad de Málaga, el barco alude a la tradición marinera de la ciudad. El castillo representado es el castillo de San Luis, las peñas Sierra Bermeja y las ondas el mar Mediterráneo. 

De azur, ondas de plata y azur y unas peñas, de oro, sumadas de torre del propio metal; donjonada, almenada y mazonada de sable, y aclarada de gules, con una bandera de plata en su homenaje; siniestrada de montaña de sinople, cargada de una villa; al pie de la misma, puesta sobre las ya descritas ondas de azur y plata y cargado en la montaña, un barco de tres velas latinas, de oro. Al timbre, corona real cerrada.

### Bandera
La bandera de Estepona fue aprobada oficialmente en 2013, tiene forma rectangular dividida en dos mitades exactamente iguales por una línea horizontal. La mitad superior es de color blanco, mientras que la mitad inferior es de color verde.

## Geografía

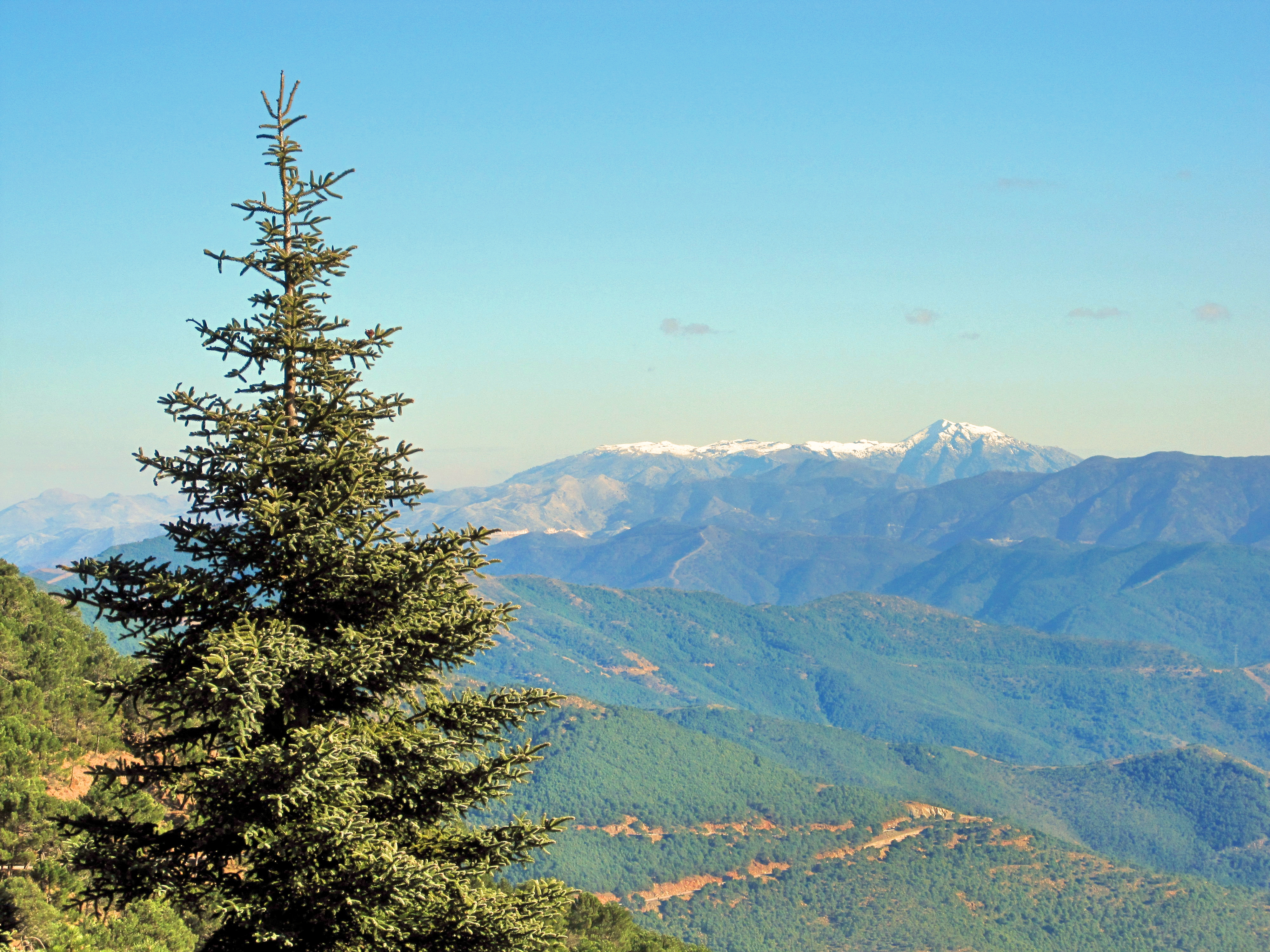
Un pinsapo en Sierra Bermeja

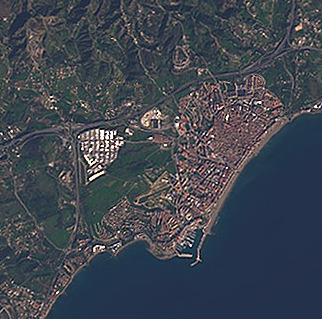
Vista satélite de Estepona

El término municipal de Estepona se extiende por un fértil valle, con 23 km de costa, más de 130 km² de superficie, pequeños arroyos y ríos, en un ecosistema mediterráneo. La zona montañosa se extiende al norte del municipio y está dominada por Sierra Bermeja, macizo con una altura máxima de 1449 m s. n. m. en la cumbre de "Los Reales", que constituye el punto más alto del cono sur de la península, además del punto más meridional en el que nieva con una asiduidad casi anual.
Las zonas de llanura están ocupadas por cultivos y pasto. En el litoral, las playas son principalmente de arena gruesa. Destacan sus playas de la Rada, del Cristo, de Bahía Dorada, de la Galera, del Padrón, del río El Castor y la de Costa Natura.
La ciudad de Estepona está situada a 82 km de Málaga y a 48 km de Algeciras. Su término municipal limita al norte con los municipios de Jubrique y Júzcar, al noreste con el municipio de Benahavís, al este con el municipio de Marbella, al sureste y al sur con el mar Mediterráneo, al suroeste y oeste con Casares y al noroeste con el municipio de Genalguacil.
| Noroeste: Genalguacil | Norte: Jubrique y Júzcar | Noreste: Benahavís        |
| Oeste: Casares        |                          | Este: Marbella            |
| Suroeste Casares      | Sur: Mar Mediterráneo    | Sureste: Mar Mediterráneo |

### Hidrografía
Los cursos de agua son cortos y de escaso caudal, exceptuando la época de lluvias. El río Padrón es el más importante del municipio seguido por los ríos Velerín, donde desemboca el arroyo Juan Prieto; el río Castor; el río Monterroso, que atraviesa el casco urbano; el río Guadalobón; el río Guadalmansa y el Río Guadalmina, que forma el límite con el municipio de Marbella. Entre los arroyos destacan el de las Cañas, Arroyo Vaquero, Calanchilla, el del Taraje y el de La Cala.

### Clima

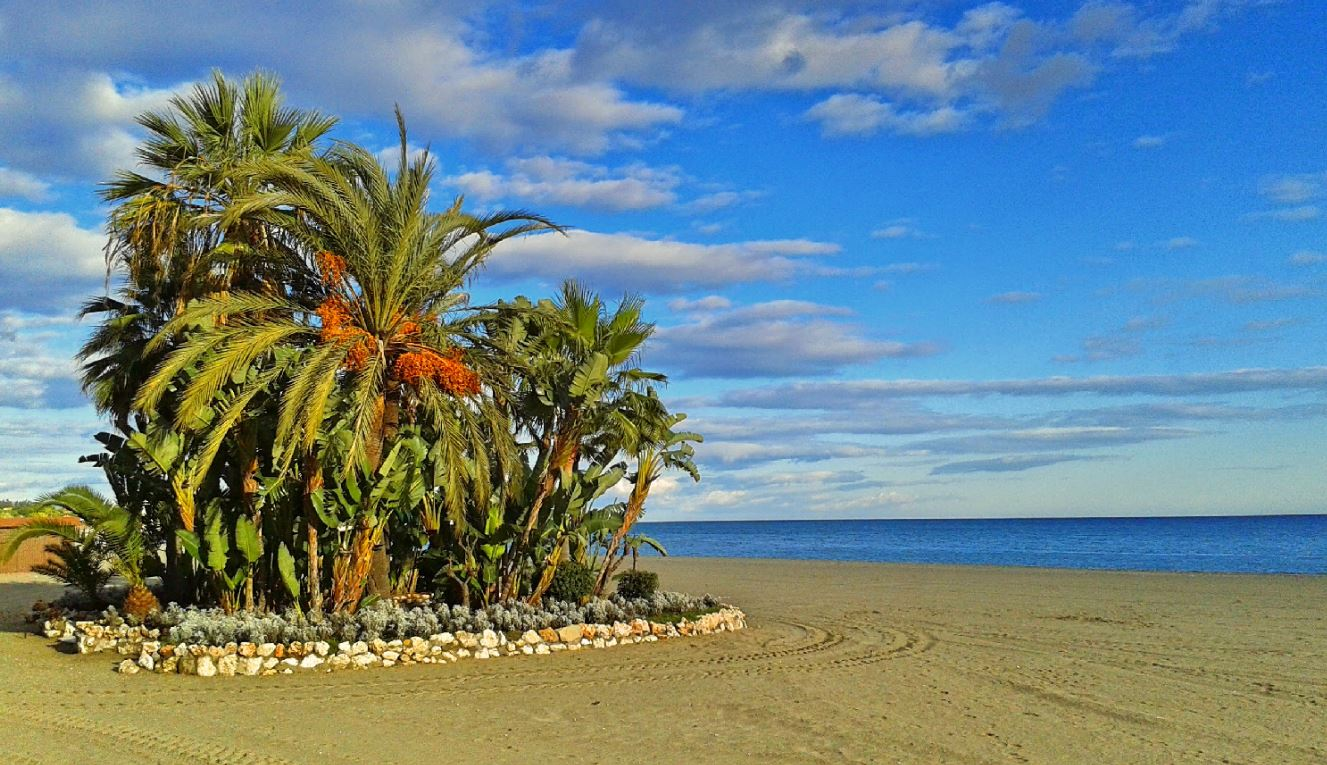
Playa de la Rada en otoño

Estepona tiene un clima mediterráneo, suave durante todo el año, evidenciándose la cercanía del estrecho de Gibraltar en su índice de precipitaciones, más alto que la media nacional, y en los acusados vientos de levante o de poniente. Estos vientos determinan además las condiciones y las temperaturas de las aguas: con una temperatura templada, olas y presencia de algas en levante y agua fría procedente, a través del estrecho, de alta mar, mar rizada o en calma y aguas cristalinas en poniente.
La temperatura media anual es de 17°C; en verano puede alcanzar los 41-42 °C y en invierno no suele ser inferior a 8 °C. Las precipitaciones anuales alcanzan los 900 L/m² y las horas de sol son 2850 h/año.

### Flora y fauna
La dinámica de corrientes del océano Atlántico y el mar Mediterráneo en el estrecho de Gibraltar favorece la diversidad y abundancia biológica de la zona, convirtiéndolo en un enclave necesario para la alimentación y reproducción de muchas especies. Además, es un paso obligatorio para especies migratorias de mamíferos marinos, aunque también existen poblaciones de delfines que viven permanentemente en aguas de la costa de Estepona. Otras especies acuáticas comunes son la anguila, el barbo común, el boquerón, el salmonete, la sardina, así como la sepia, el pulpo, el calamar, el bogavante, la estrella de mar y el erizo marino.
La vegetación terrestre está compuesta por bosque mediterráneo y monte bajo. La especie endémica del pinsapo se puede encontrar en el Paraje Natural Los Reales de Sierra Bermeja. También hay zonas de pinares, alcornocales y algarrobos en la sierra, así como madroños y arbustos como la jara, el tomillo y el romero. La fauna está representada por ejemplares de águila calzada, halcón peregrino, búho real y buitre común, así como mamíferos como el corzo, el meloncillo, el gato montés y la cabra montés.
Desde el punto de vista de los espacios naturales, destacar además las dunas del Saladillo - Matas Verdes, con ejemplares de psamófilas adaptadas a las dunas.

### Geología
Dentro de la geología de Andalucía destaca la de Sierra Bermeja, el macizo mayor de los que componen los afloramientos ultramáficos denominados peridotitas de Ronda: la mayor exposición mundial del manto litosférico subcontinental. Es uno de los máximos exponentes del patrimonio geológico de la provincia de Málaga. Las peridotitas son rocas magmáticas provenientes del manto superior de la Tierra, constituidas por silicatos de hierro y magnesio, principalmente olivino y, en menor proporción, piroxenos. Además de la importancia de toda Sierra Bermeja por el afloramiento de peridotitas, en la Loma de Portezuelas se localizan turmalinas rubelitas rosas y verdosas.

## Historia
Los hallazgos más antiguos son los sepulcros megalíticos de Corominas, del periodo bronce final o cobre antiguo, localizados entre arroyo Vaquero y arroyo Enmedio, donde se han descubierto además herramientas de sílex y cerámica.

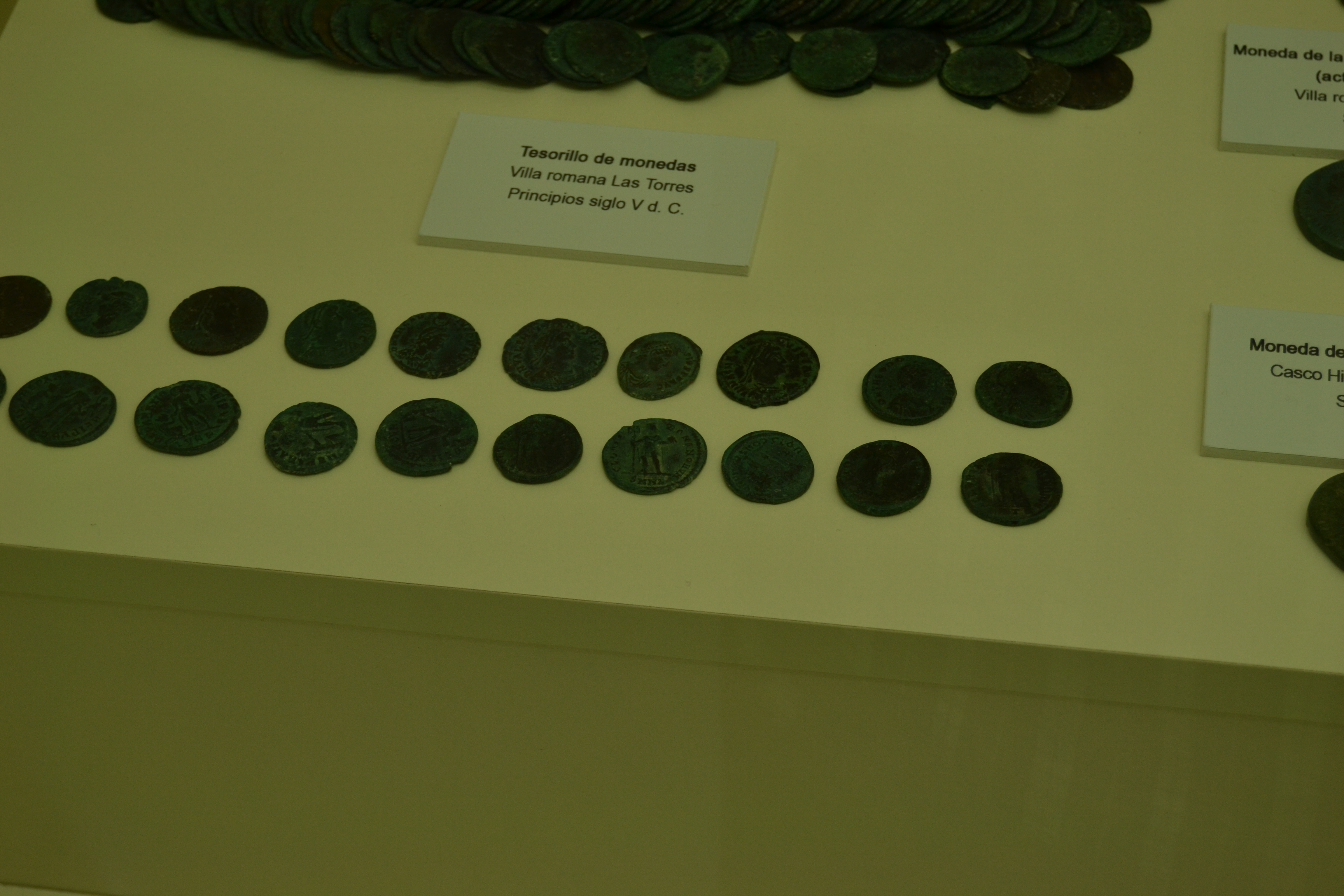
Museo Arqueológico de Estepona, monedas halladas en la villa romana de Las Torres

Hay testimonios de la existencia de Salduba, oppidum íbero con un puerto natural, hoy colmatado, en el entorno del río Guadalmansa. Salduba continua poblada en época fenicia y romana, época en la que pertenece administrativamente al convento jurídico astigitano. Además se han producido hallazgos en el casco urbano de la localidad, que podrían corresponder a una importante villa romana no sólo de uso industrial (salazones) sino también defensivo. En el Cortijo de Cortes se localizó una moneda romana, un áureo de Honorio del S.V que se encuentra documentado en la biblioteca Cánovas de Castillo de Málaga dentro del Legado Temboury.
Ya en época musulmana, se conoce la existencia de una fortaleza denominada Al-estebunna, apareciendo por primera vez el topónimo que da nombre a la ciudad. En el año 1342, dentro de las campañas bélicas de la batalla del Estrecho, tiene lugar el combate naval de la batalla de Estepona, entre los Benimerines y la Corona de Aragón, apoyada por Gil Boccanegra, corsario genovés. A partir de 1344 Estepona se convierte en el límite oeste del Reino nazarí de Granada y su carácter fronterizo y costero resulta en tierras poco pobladas.

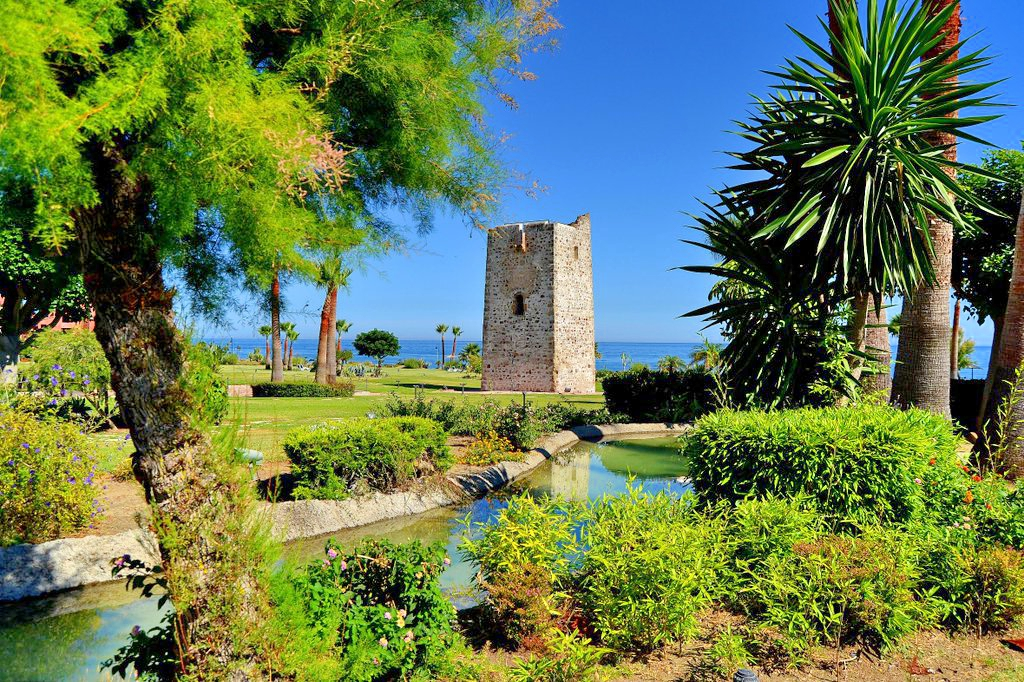
Torre defensiva de Guadalmansa, del

Permanece en el territorio fronterizo del Reino nazarí de Granada hasta que en 1456 los habitantes de la villa se niegan a pagar impuestos al rey Enrique IV de Castilla, que finalmente autoriza una incursión cristiana, quedando Estepona integrada en el señorío de Juan Pacheco, Marqués de Villena. Durante la Guerra de Granada en 1485 se produce la toma de Ronda, Casares y Marbella, pasando Estepona a formar parte de la jurisdicción de Marbella en 1552. La inseguridad para la población litoral del Reino de Granada que amenazaba con la despoblación del territorio se revela en la construcción en el siglo XVI de la torre de Guadalmansa, para proteger de las incursiones de los piratas berberiscos la extensa hacienda agrícola de Alonso de Bazán, alcaide de Marbella, situada entre los ríos Guadalmansa y Padrón. Asimismo, torre Vaqueros constituyó la defensa de los ricos cortijos de Santa María, Cortesín y Corominas, propiedad de marbellíes y del alcaide de Casares. En 1729 Estepona deja de depender de la ciudad de Marbella gracias a la obtención de la Carta de Villazgo, que se conserva en el archivo histórico municipal, financiada por Benito Vallejo.

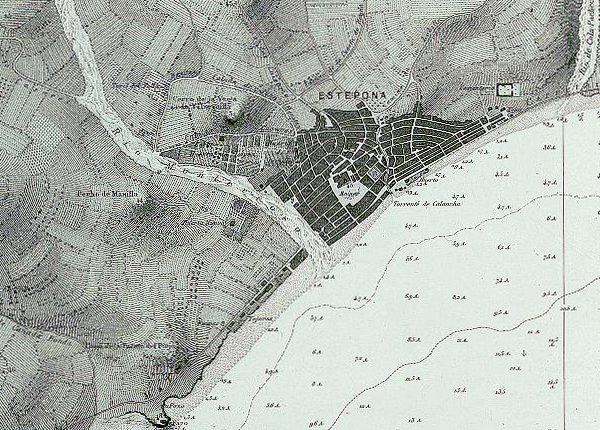
Plano de Estepona en 1889

En la Crónica de la Provincia de Málaga de 1869 de José Bisso se señala la abundante pesca de sardina y boquerón en Estepona. Desde finales del siglo XIX la bilbaína La Unión Resinera Española desarrolla una industrial forestal con la explotación integral de los recursos forestales de Sierra Bermeja, sobre todo de la resina y la madera para manufactura de embalajes, contando entre sus instalaciones con un alambique de vapor. En 1870 el geólogo Domingo de Orueta Aguirre localiza scheelita de color naranja caramelo y otras raras y bellas cristalizaciones en mina Conchita, que pertenecen actualmente a la Colección Folch de Minerales. En el último tercio del siglo XIX el Marqués del Duero funda la Colonia Agrícola San Pedro Alcántara, de la que según catastro 1143 ha correspondían al término municipal de Estepona y para la que se levanta la barriada de Cancelada. Fue la más importante de España de la segunda mitad del siglo XIX así como la más grande de iniciativa privada, que supuso la explotación agrícola de las fértiles vegas de los ríos Guadalmansa y Guadalmina para la producción en sus inicios de caña de azúcar.
Durante la segunda república, dentro de los programas para paliar el paro obrero, se construyeron tanto el puerto pesquero de Estepona como el puerto de Fuengirola. Antes de la construcción del puerto los barcos de pesca tenían que ser arrastrados desde la orilla a dentro de la playa por los propios marineros. En los años cuarenta se explota el wolframio de la Mina el Bosquecillo.

Estepona en los años 1970

A partir de la segunda mitad del siglo XX comienza a desarrollarse el turismo en Estepona, sobre todo el la parte oriental del municipio. En 1952 Hernan Gerlich Mueller, gerente del Hotel El Rodeo de Marbella, propiedad del empresario Ricardo Soriano, y funcionario del Patronato de Turismo Alemán abre el Hotel Santa Marta. En 1963 se inaugura el Hotel Atalaya Park, el mayor complejo turístico de la zona en su época. En 1967 el campo de golf del Hotel Atalaya era uno de los cinco campos de golf con los que contaba la Costa del Sol, además de tres en Marbella y uno en Sotogrande. Estepona atrae a representantes de las instituciones del Régimen, como el ministro José Solís Ruiz, cuyo nombre recibiría en 1959 la barriada Solís en el centro de Estepona. En los años sesenta, coincidente con el milagro económico español (1959-1973), se produce el embovedado del arroyo Monterroso, facilitando la expansión de la ciudad de Estepona hacia el oeste. De 1966 data el complejo turístico y residencial ISDABE (Inversiones Social Docentes del Ahorro Benéfico Español S.A.) promovido por las Cajas Confederadas y principalmente por Juan de la Rosa, presidente de la Caja de Ahorros de Ronda para acoger a sus empleados y clientes durante las vacaciones. El presidente de Banesto, Pablo Garnica Mansi, promueve en 1964 la Residencia San Jaime. Fue diseñada por el arquitecto Miguel de Oriol para el disfrute de sus directivos y empleados hasta que en 1995 se vende como hotel. En 1968 La Unión Resinera Española (LURE) abre el camping La Chimenea en sus terrenos de Estepona. De 1970 data el desarrollo turístico Club Seghers, situado en la zona occidental de Estepona.
En junio de 2008 se inicia la Operación Astapa, una operación contra la corrupción urbanística en España, en la que se vieron involucrados el alcalde Antonio Barrientos, así como otros miembros de su equipo de gobierno, además de empresarios y funcionarios. En 2015 la publicación de investigadores del CSIC Atlas de la Crisis sitúa al municipio de Estepona como el segundo más vulnerable ante la crisis inmobiliaria en Andalucía, por detrás de Roquetas de Mar.

## Demografía
| Gráfica de evolución demográfica de Estepona entre 1842 y 2021                                                      |
| |
| Población de derecho según los censos de población del INE Población de hecho según los censos de población del INE |

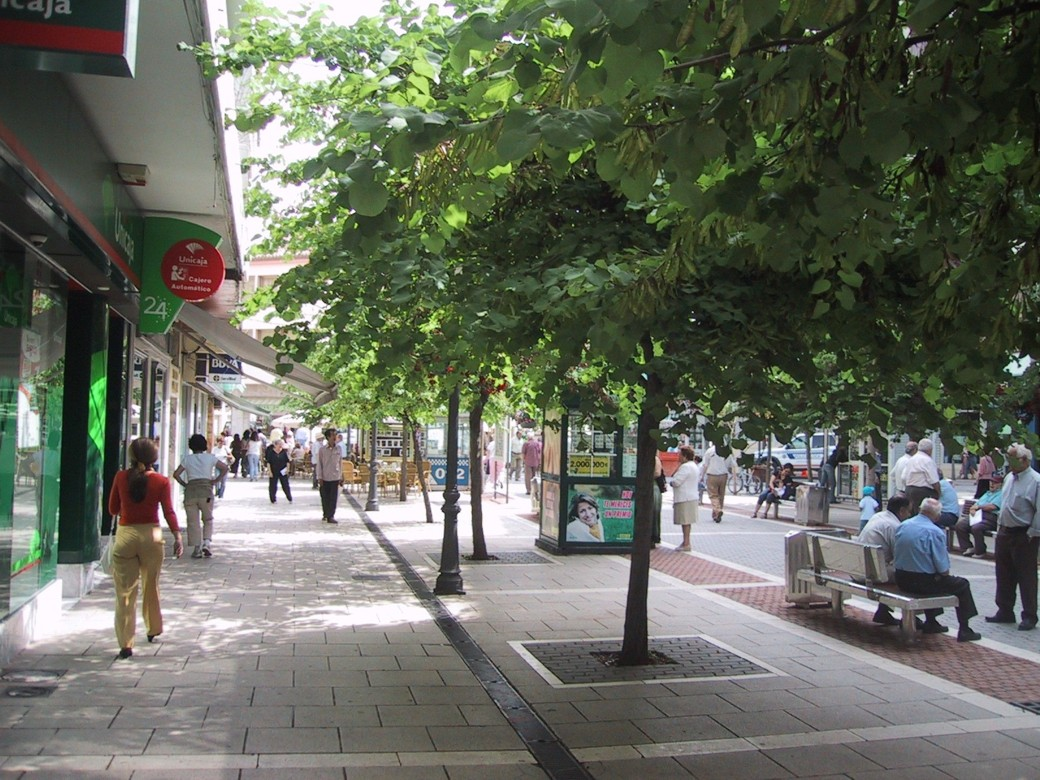
Viandantes en Estepona

Su población es de 78 413 habitantes (INE 2024) censados, aunque según la cantidad de residuos recogidos y transportados a la Planta de Tratamiento de la Mancomunidad de Municipios de la Costa del Sol Occidental la población real está en torno a los 112 000 habitantes. Otros cálculos como el censo de vivienda, fijan la cifra de la población real en 147 000 habitantes. En la temporada estival, según cálculos municipales, la población puede ascender hasta los 160 000 habitantes. Estepona es el cuarto municipio más poblado de la comarca, solo por detrás de Marbella, Mijas y Fuengirola, y el sexto de toda la provincia de Málaga. Desde 1960 hasta finales de los años 2000 la ciudad experimentó el mayor crecimiento demográfico de su historia, ganando 52 721 habitantes, debido a la aparición del turismo en la Costa del Sol. Al igual que otras ciudades costeras de la provincia, la población sigue en tendencia alta.
En el año 2006 se contaba con que un cuarto de la población era de origen extranjero, siendo Reino Unido el país de procedencia de hasta 4000 personas y los siguientes países por origen de población extranjera eran Marruecos y Argentina.

### Núcleos de población
El municipio cuenta con los siguientes núcleos de poblaciónː Atalaya-Isdabe, Bahía Dorada, Buenas Noches, Cancelada, Cortes, Estepona, La Gaspara, Loma del Monte, Los Llanos, El Padrón, Playa del Sol-Villacana, Reinoso, Resinera-Voladilla, Saladavieja, Saladillo-Benamara y El Velerín.

## Economía

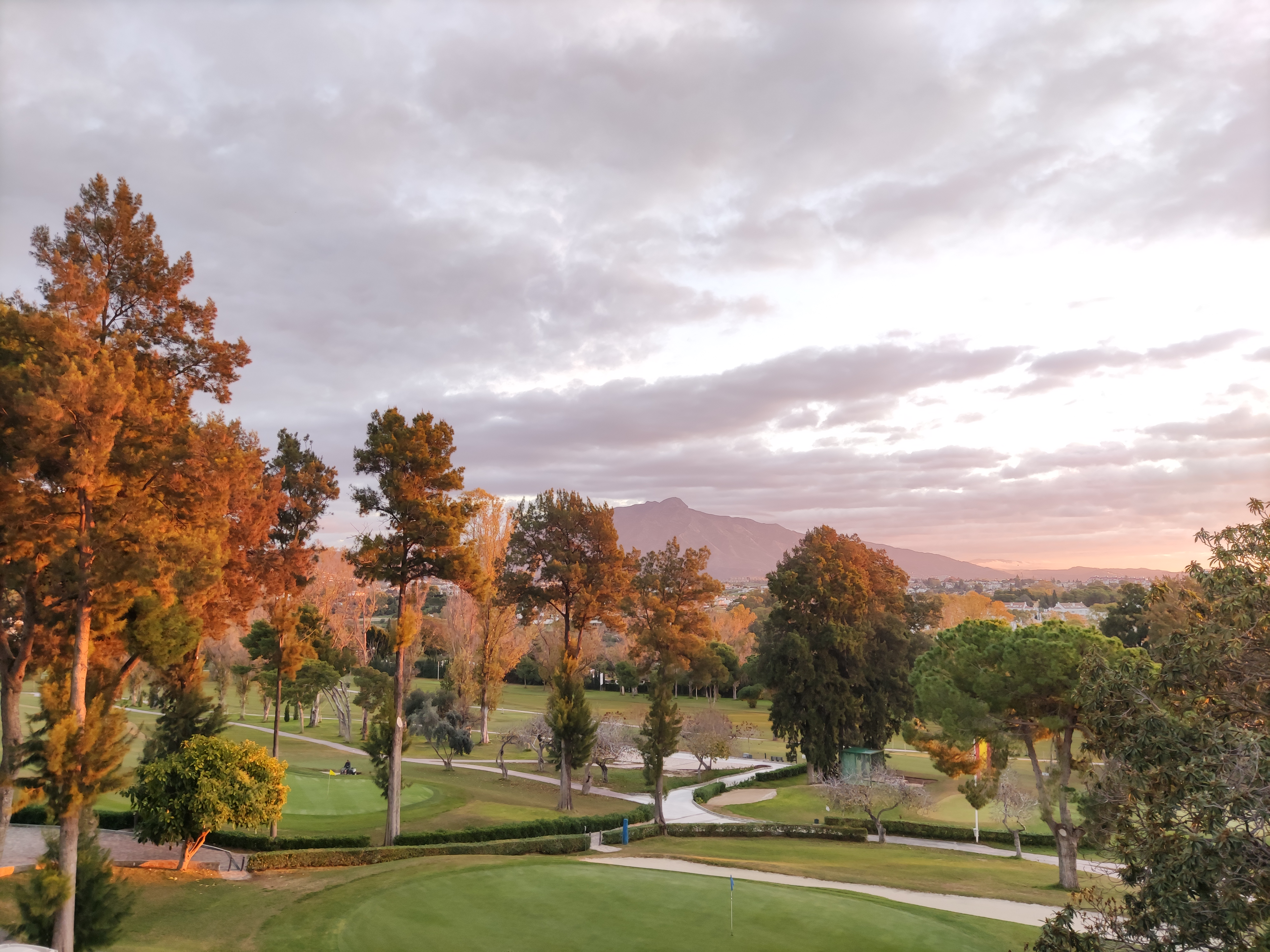
Atalaya Golf Old Course

A diferencia de otros municipios de la Costa de Sol Occidental, Estepona cuenta con producción hortofrutícola. La Cooperativa Agrícola de Estepona cuenta con 600 socios para la producción de hortalizas y especialmente, limones y desde algunos años aguacate. Las capturas de pesca más habituales son la sardina o el boquerón y la almeja chirla.

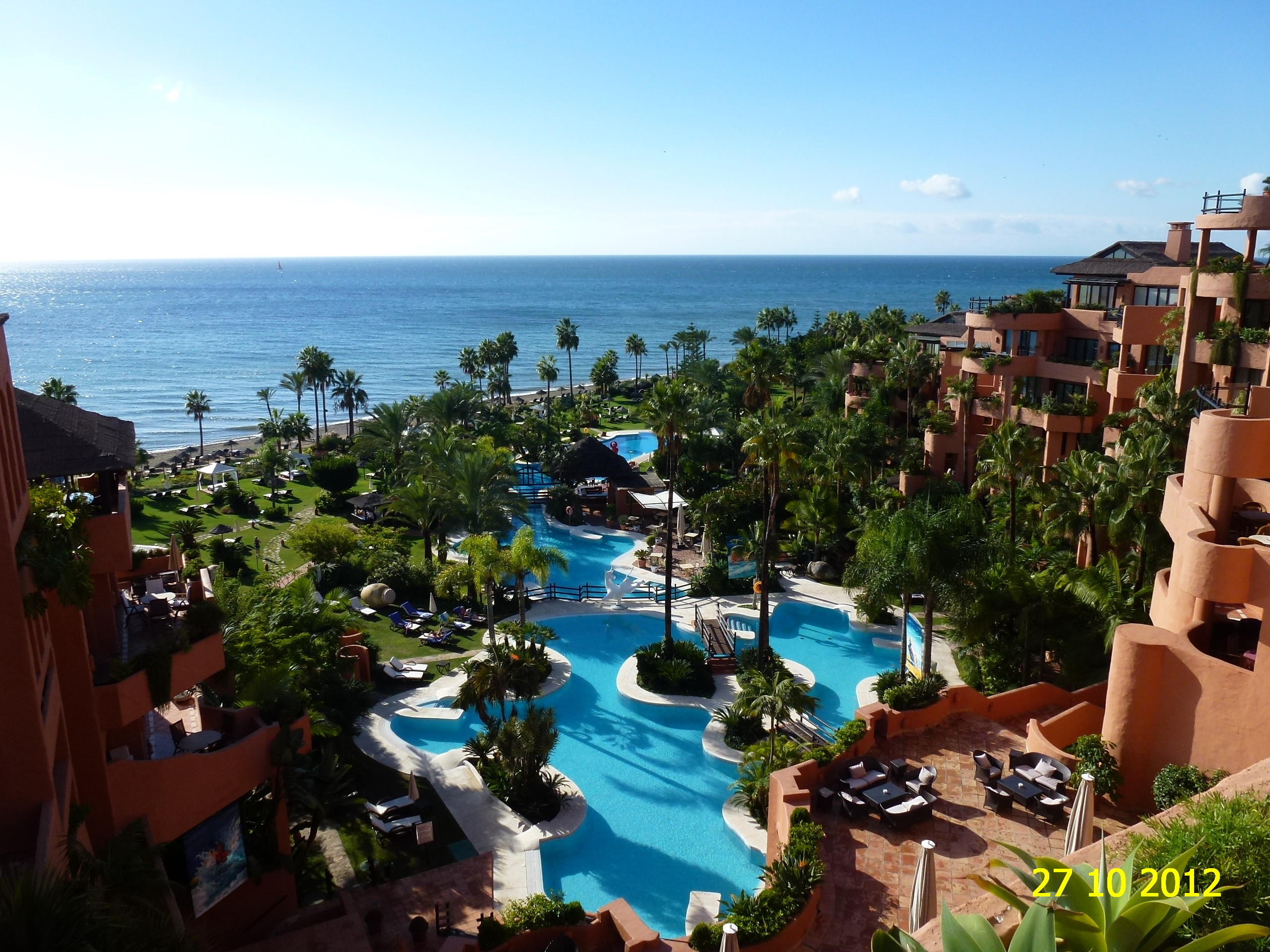
Hotel Kempinski Bahía Beach

En cuanto al sector terciario, en 2019 había censados 20 establecimientos hoteleros con 5900 plazas hoteleras. Cuenta con hoteles de cinco estrellas como el Kempinski, Elba Estepona, Healthhouse Las Dunas y Senator Banús. Beach clubs como Beso Beach Estepona, Laguna o Nido. Ligado al turismo residencial hay una importante actividad de construcción. A principios de 2020 en Estepona había en proyecto más de 5000 unidades para segunda residencia, por delante de otros municipios de la Costa del Sol Occidental. También cuenta con el parque comercial Estepona Park en el que se crearán 100 puestos de trabajo.

## Administración y política

### Gobierno municipal

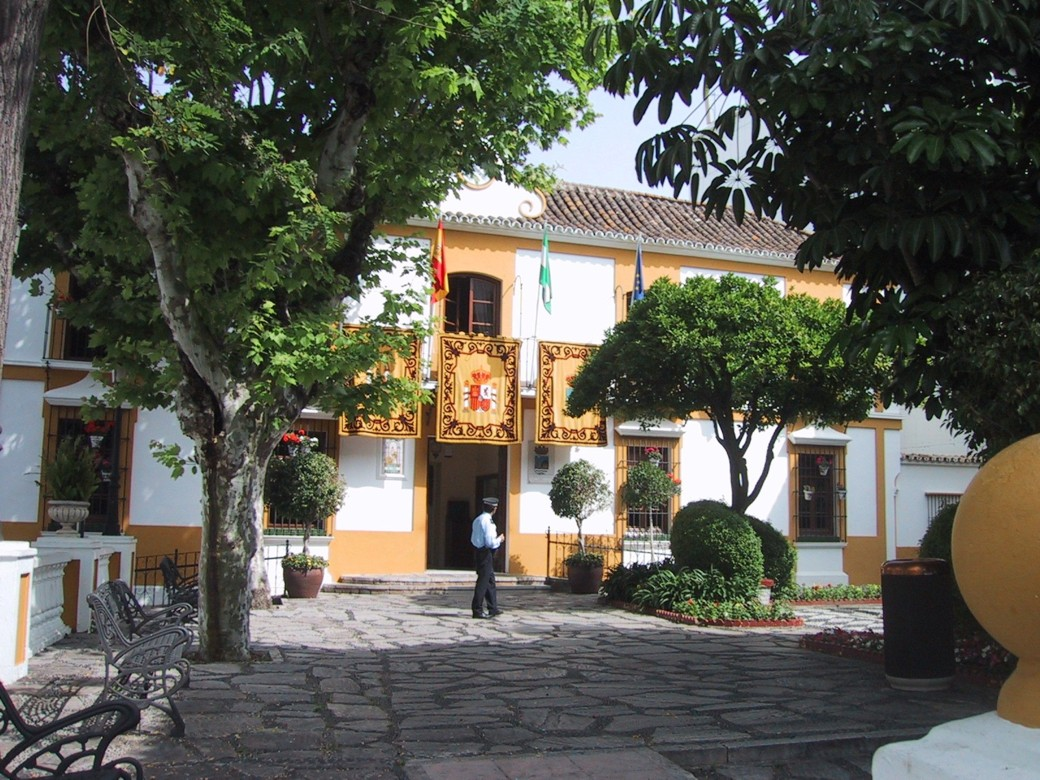
Ayuntamiento de Estepona

La administración política de la ciudad se realiza a través de un Ayuntamiento de gestión democrática cuyos componentes se eligen cada cuatro años por sufragio universal. El censo electoral está compuesto por todos los residentes empadronados en Estepona mayores de 18 años y nacionales de España y de los restantes Estados miembros de la Unión Europea. Según lo dispuesto en la Ley del Régimen Electoral General, que establece el número de concejales elegibles en función de la población del municipio, la corporación municipal de Estepona está formada por 25 concejales.
En las elecciones de 2007 el Partido Socialista Obrero Español de Andalucía (PSOE-A) consiguió 11 concejales frente a los 5 del Partido Popular Andaluz (PPA) y 5 del Partido de Estepona (PES), los 2 concejales del Partido Andalucista (PA) y el único concejal que consiguieron Izquierda Unida Los Verdes-Convocatoria por Andalucía (IULV-CA) y Estepona 2007. En las elecciones municipales celebradas en mayo del 2011, el Partido Popular Andaluz (PPA) obtuvo la mayoría absoluta con 17 concejales. El Partido Socialista Obrero Español de Andalucía (PSOE-A) pasaría a la oposición con 6 ediles y el nuevo partido Ciudadanos Independientes de Estepona (CIE) conseguiría 2 concejales.
| Periodo   | Nombre                      | Partido | Partido                                                 |
| --------- | --------------------------- | ------- | ------------------------------------------------------- |
| 1979-1983 | Antonio Murcia Ruiz         |         | Partido del Trabajo de España (PTE)                     |
| 1983-1986 | Miguel Castro Carrasco      |         | Partido Socialista Obrero Español de Andalucía (PSOE-A) |
| 1986-1991 | Manuel Sánchez Bracho       |         | Centro Democrático y Social (CDS)                       |
| 1991-1995 | Miguel Castro Carrasco      |         | Partido Socialista Obrero Español de Andalucía (PSOE-A) |
| 1995-1999 | Jesús Gil Marín             |         | Grupo Independiente Liberal (GIL)                       |
| 1999-2001 | Antonio Caba Tena           |         | Partido Socialista Obrero Español de Andalucía (PSOE-A) |
| 2001-2002 | Antonio Barrientos González |         | Partido Socialista Obrero Español de Andalucía (PSOE-A) |
| 2002-2003 | Rosa María Díaz García      |         | Partido Popular de Andalucía (PP)                       |
| 2003-2008 | Antonio Barrientos González |         | Partido Socialista Obrero Español de Andalucía (PSOE-A) |
| 2008-2011 | David Valadez López         |         | Partido Socialista Obrero Español de Andalucía (PSOE-A) |
| 2011-act. | José María García Urbano    |         | Partido Popular de Andalucía (PP)                       |

| Partido político                                         | 2023  | 2023   | 2023       | 2019  | 2019   | 2019       | 2015  | 2015   | 2015       | 2011  | 2011   | 2011       | 2007  | 2007  | 2007       |
| Partido político                                         | %     | Votos  | Concejales | %     | Votos  | Concejales | %     | Votos  | Concejales | %     | Votos  | Concejales | %     | Votos | Concejales |
| Partido Popular de Andalucía (PP)                        | 60,79 | 14 700 | 17         | 69,04 | 17 083 | 21         | 59,77 | 14 214 | 17         | 48,93 | 11 947 | 17         | 17,11 | 3705  | 5          |
| Partido Socialista Obrero Español de Andalucía (PSOE-A)  | 19,65 | 4753   | 5          | 15,47 | 3830   | 4          | 22,79 | 5420   | 6          | 19,42 | 4742   | 6          | 36,16 | 7829  | 11         |
| Vox                                                      | 13,42 | 3246   | 3          | 2,36  | 584    | 0          | 0,98  | 233    | 0          | —     | —      | —          | —     | —     | —          |
| Izquierda Unida (IU)-Con Andalucía                       | 4,66  | 1128   | 0          | 3,80  | 942    | 0          | 6,06  | 1442   | 1          | 3,93  | 959    | 0          | 5,42  | 1173  | 1          |
| Costa del Sol Sí Puede Tic Tac (CSSPTT)                  | —     | —      | —          | —     | —      | —          | 6,82  | 1623   | 1          | —     | —      | —          | —     | —     | —          |
| Ciudadanos Independientes de Estepona (CIE)              | —     | —      | —          | —     | —      | —          | —     | —      | —          | 7,58  | 1850   | 2          | —     | —     | —          |
| Partido de Estepona (PES)                                | —     | —      | —          | —     | —      | —          | —     | —      | —          | 2,23  | 544    | 0          | 16,30 | 4179  | 5          |
| Partido Andalucista (PA)-Espacio Plural Andaluz (EP-And) | —     | —      | —          | —     | —      | —          | —     | —      | —          | 1,49  | 363    | 0          | 8,49  | 1839  | 2          |
| Estepona 20                                              | —     | —      | —          | —     | —      | —          | —     | —      | —          | —     | —      | —          | 6,17  | 1335  | 1          |

### Justicia
Estepona es la cabeza del partido judicial número 7 de la provincia de Málaga, cuya demarcación comprende a la ciudad más los municipios de Casares y Manilva, atendiendo a una población de unos 85 000 habitantes en seis juzgados de primera instancia e instrucción.

## Servicios

### Sanidad
Tras la firma del convenio del 19 de diciembre de 2016, el Ayuntamiento de Estepona costeó la construcción del nuevo Centro Hospitalario de Alta Resolución (Chare) y la urbanización del entorno, mientras que el SAS (Servicio Andaluz de Salud) lo recepcionó y gestionó. Se licitó a primeros de 2017 y fue inaugurado en 2021 por Juan Manuel Moreno siendo equipado por la Junta de Andalucía. Se estiman 16,9 millones de euros de inversión en su construcción y dará servicio a Estepona y toda la comarca Occidental de la Costa del Sol cuando comience a funcionar en su totalidad ya que hasta este 2024 no está en completo funcionamiento.

### Comunicaciones

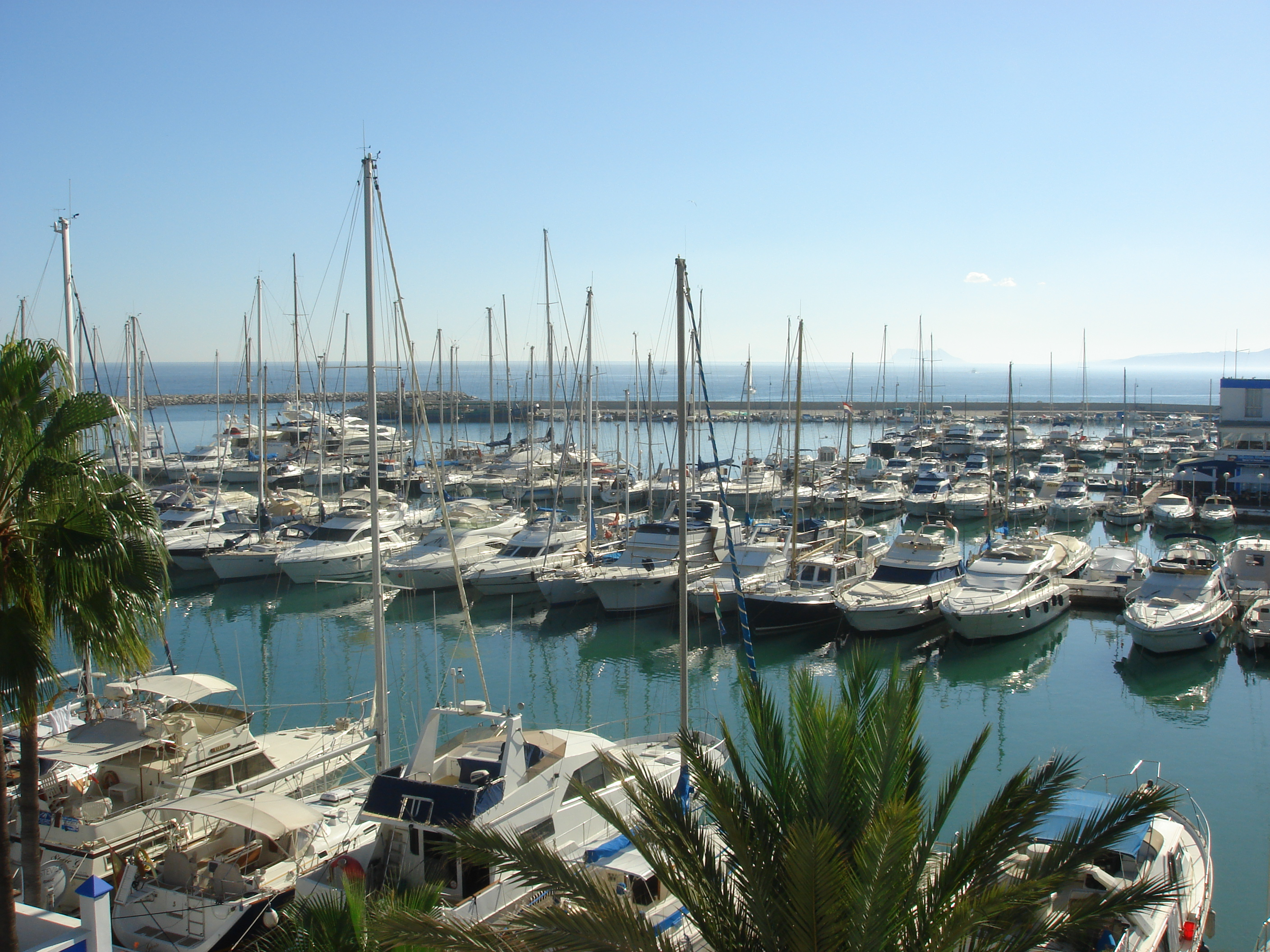
Puerto Deportivo de Estepona

#### Puerto
El puerto de Estepona es un puerto de uso deportivo y pesquero por lo que no existen servicios para el transporte regular de pasajeros. Está gestionado por la Agencia Pública de Puertos de Andalucía, dependiente de la Junta de Andalucía.

#### Autobús
Desde mayo de 2013 la estación de autobuses de la ciudad se clausuró y meses más tarde fue demolida, en su lugar se construyó la plaza Diario ABC. Una parada temporal fue habilitada en la avenida Juan Carlos I, que funcionó hasta el domingo 20 de julio, ya que la nueva terminal de autobuses fue acabada y puesta en funcionamiento el lunes 21 de julio, la actual estación de autobuses se sitúa en el este de la ciudad, en una parcela de 8000 m² adyacente al Palacio de Exposiciones y Congresos.
Desde Estepona parten autobuses hacia San Pedro Alcántara, Marbella, el Hospital Costa del Sol, Benalmádena, Torremolinos y Málaga, en dirección este, y hacia La Línea de la Concepción y Algeciras, en dirección oeste. Hacia el interior de la provincia existe una línea que llega hasta Casares. Además, la ciudad está conectada con Cádiz, Córdoba y Granada.
Aunque Estepona no forma parte del Consorcio de Transporte Metropolitano del Campo de Gibraltar, una línea de autobús metropolitano llega hasta la ciudad, comunicándola con los municipios de San Roque y La Línea de la Concepción.
| Línea | Trayecto          | Empresa  |
| ----- | ----------------- | -------- |
| M-240 | Estepona-La Línea | Portillo |

El servicio de Transporte Urbano de Estepona está operado por la empresa Autocares Ricardo, que provee al municipio con dos líneas llamadas L1 Circular que realiza un recorrido circular entre las paradas de McDonald's y Beverly Hills y L2 Mar y Monte - Estepona/Estepona - Mar y Monte que conecta el casco urbano con urbanizaciones del término municipal.

## Monumentos y lugares de interés
Son Bienes de Interés Cultural:

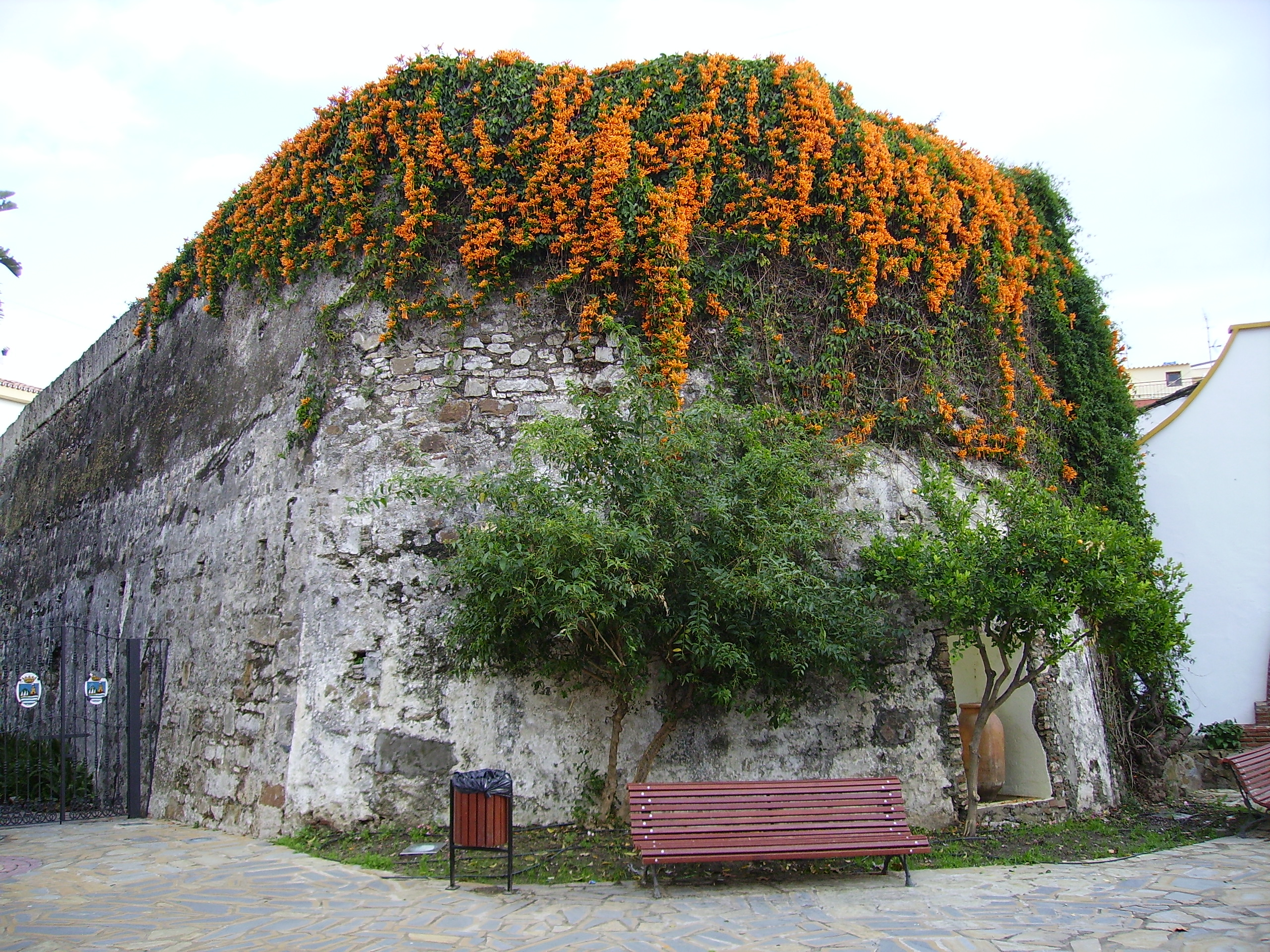
Castillo de San Luis

- El complejo de las torres almenaras litorales. Algunas son anteriores al siglo XV y otras son posteriores. Se trata de un sistema de vigilancia y de defensa costera que perduró hasta el siglo XIX compuesto de siete torres almenaras: torre de Arroyo Vaquero, torre de Saladavieja o celada vieja, torre del Padrón o Paredón, torre del Velerín, torre de Guadalmansa o Desmochada, torre del Saladillo y torre de Casasola o Baños.[47]
- El Castillo de San Luis, construido por orden de los Reyes Católicos a principios del siglo XVI con el fin de reforzar las murallas de la villa y facilitar su repoblación.[47]
- Las ruinas del Castillo de El Nicio, del siglo IX, de las que se conservan las murallas. Fue muy importante durante la rebelión de Omar ibn Hafsún contra los emires cordobeses, siendo finalmente conquistada por las tropas emirales en el año 923.
- La villa romana de Las Torres.

### Otros monumentos de interés
El casco antiguo de Estepona conserva relativamente bien la esencia del pueblo típico andaluz, con calles peatonales, fachadas encaladas y adornadas con maceteros, además de rosetones en la calzada.

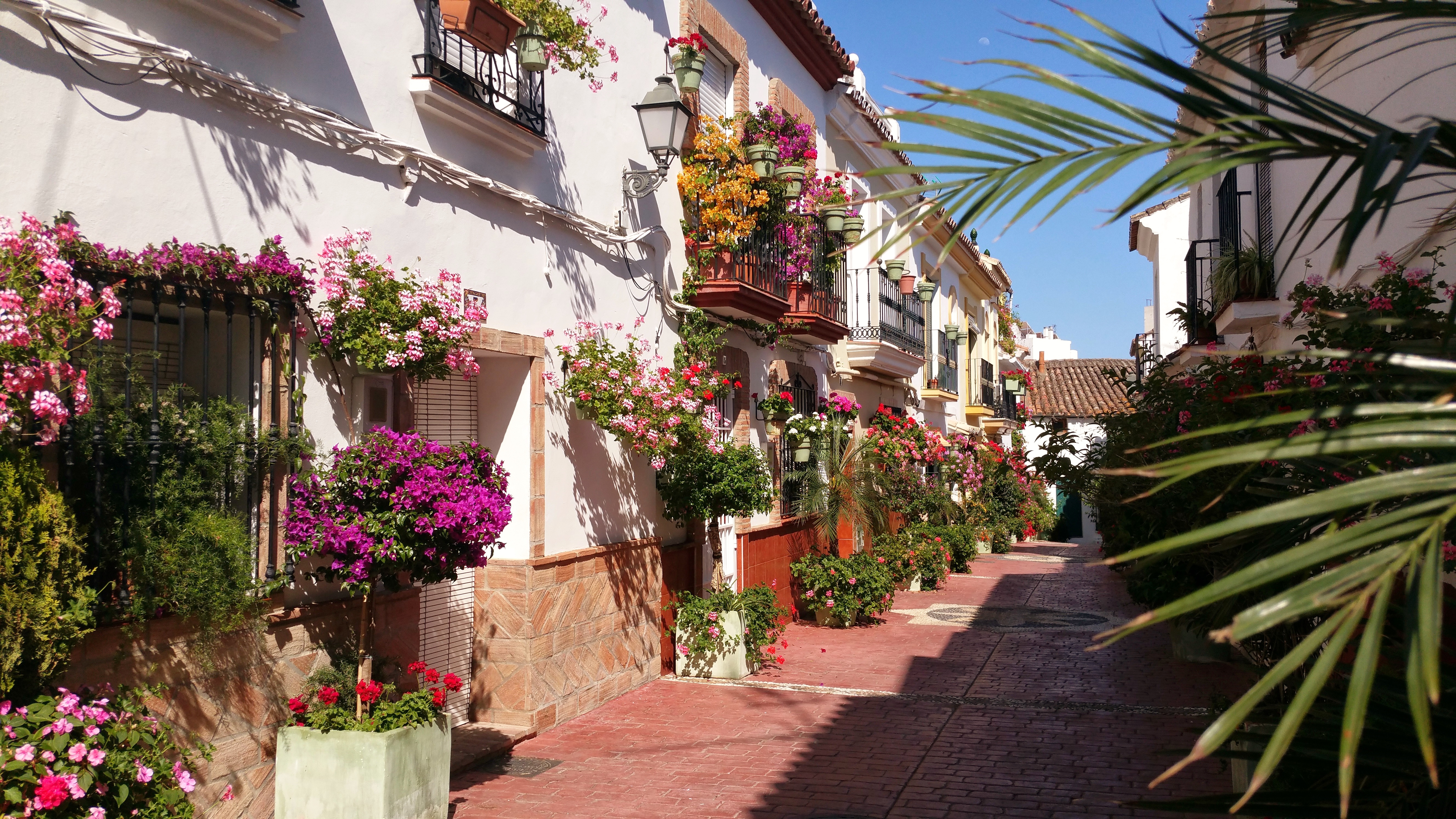
Calle Aurora

El llamado barrio de la Villa abarca la trama de la antigua fortaleza medieval, germen de la villa de Estepona. En la plaza del Reloj se encuentra la torre de la destruida iglesia de la Fortaleza, llamada torre del reloj, del siglo XV. El origen de la torre es árabe, período durante el cual probablemente fue alminar de una mezquita. Tras la toma de la villa por los castellanos, la mezquita pasa a ser iglesia, con la torre como campanario. Su cúpula de estilo neoclásico, decorada con guirnaldas, volutas y bucráneos, fue añadida en el siglo XVIII. Además, en este barrio se encuentran la Casa de los Algibes, actual museo arqueológico, y el mercado municipal de abastos.

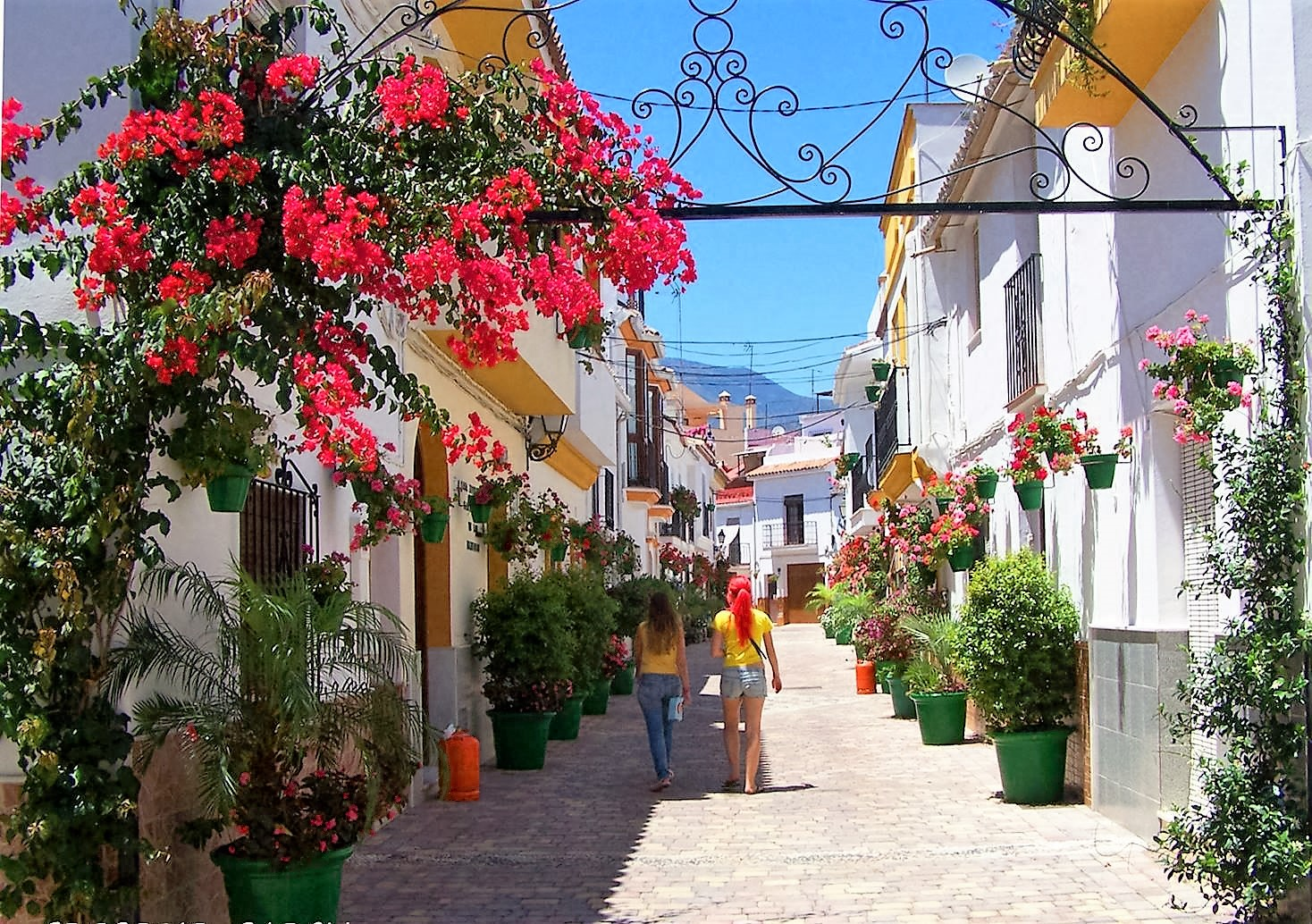
Calle Florida

A ambos lados del barrio de la Villa se encuentran los barrios Antiguo y de Hornos. El primero se caracteriza por sus calles estrechas alineadas de forma paralela a la línea de la costa, tal y como fueron trazadas en el siglo XVI, y por sus viviendas modestas de una o dos plantas. Sus edificaciones están datadas entre los siglos XVIII y XX. El barrio de Hornos se articula en torno al antiguo Camino de Casares y se corresponde con el ensanche trazado en el siglo XVIII, aunque muchos de sus edificios son anteriores. Predomina la arquitectura de los siglos XVIII, XIX y XX, de origen humilde y escasa altura. Al norte de estos barrios se encuentran los barrios de Plaza Nueva, de San Francisco y del Montecillo, donde predominan las viviendas del siglo XIX. Destaca la Iglesia de Nuestra Señora de los Remedios, ocupada entre 1725 a 1766 como convento por los padres franciscanos de la Orden Terciaria. Fue abandonada por los frailes en 1835 con motivo de la ley de desamortización. En la portada se observa una curiosa mezcla se rasgos estilísticos rococós con otros que parecen proceder de la arquitectura colonial de la América Hispana. En las inmediaciones del Castillo de San Luis se encuentra el mercado gourmet, en las instalaciones del antiguo mercado municipal.
En la zona este se sitúan el barrio del Palmar y el barrio Nuevo, estructurados por el antiguo camino de Marbella. Se trata de barrios de origen agrícola, desarrollados a partir de los siglos XVIII y XIX respectivamente. Algunas de sus viviendas se corresponden con antiguos cármenes integrados en la ciudad con la expansión urbana del siglo XIX. El precioso aspecto que luce la ciudad hace que se concentren un gran número de negocios de marcas reconocidas y con prestigio creando del centro de Estepona una zona comercial y de ocio.
Señalar además en Estepona el Faro de Punta Doncella
Se encuentran además los yacimientos de Dólmenes de Corominas de Castillejos. Este último lo conforma una fortificación de origen prehistórico, reconstruida por los musulmanes.

### Ocio

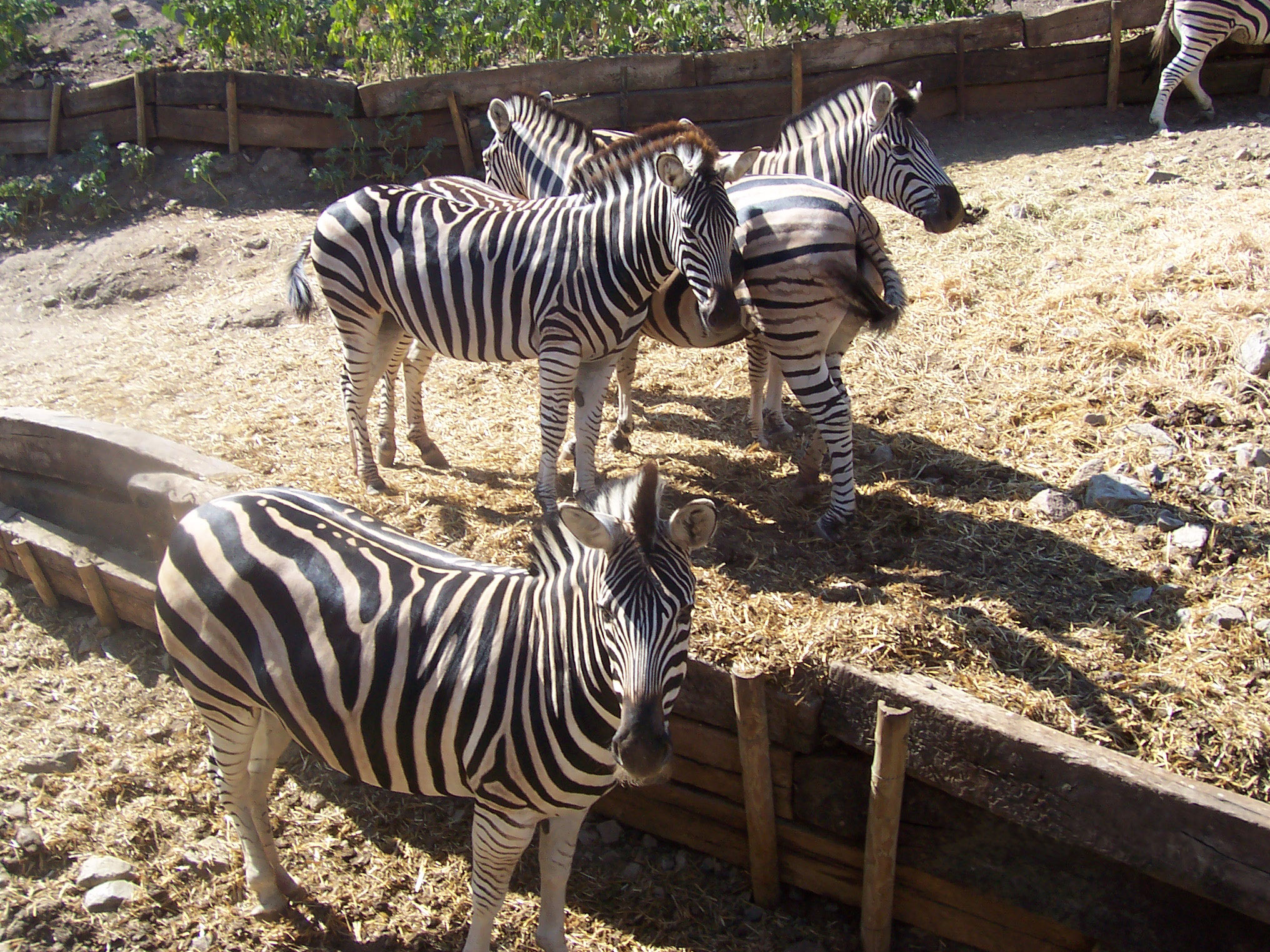
Selwo Aventura

Estepona cuenta con diversas infraestructuras para el ocio, motivadas por su condición de núcleo turístico de la Costa el Sol.
Inaugurado en 1999, se encuentra el parque temático y zoológico Selwo Aventura, de más de 100 ha y con más de 1000 animales en condiciones de semilibertad, en diferentes ecosistemas. En 2015 se inauguró en el centro de Estepona el Orchidarium de Estepona, un parque botánico dotado 1300 especies de orquídeas de todo el mundo. El edificio singular, con una cúpula de 30 m de altura interior y un juego de cascadas de hasta 17 m de altura, es obra de los arquitectos Huete.

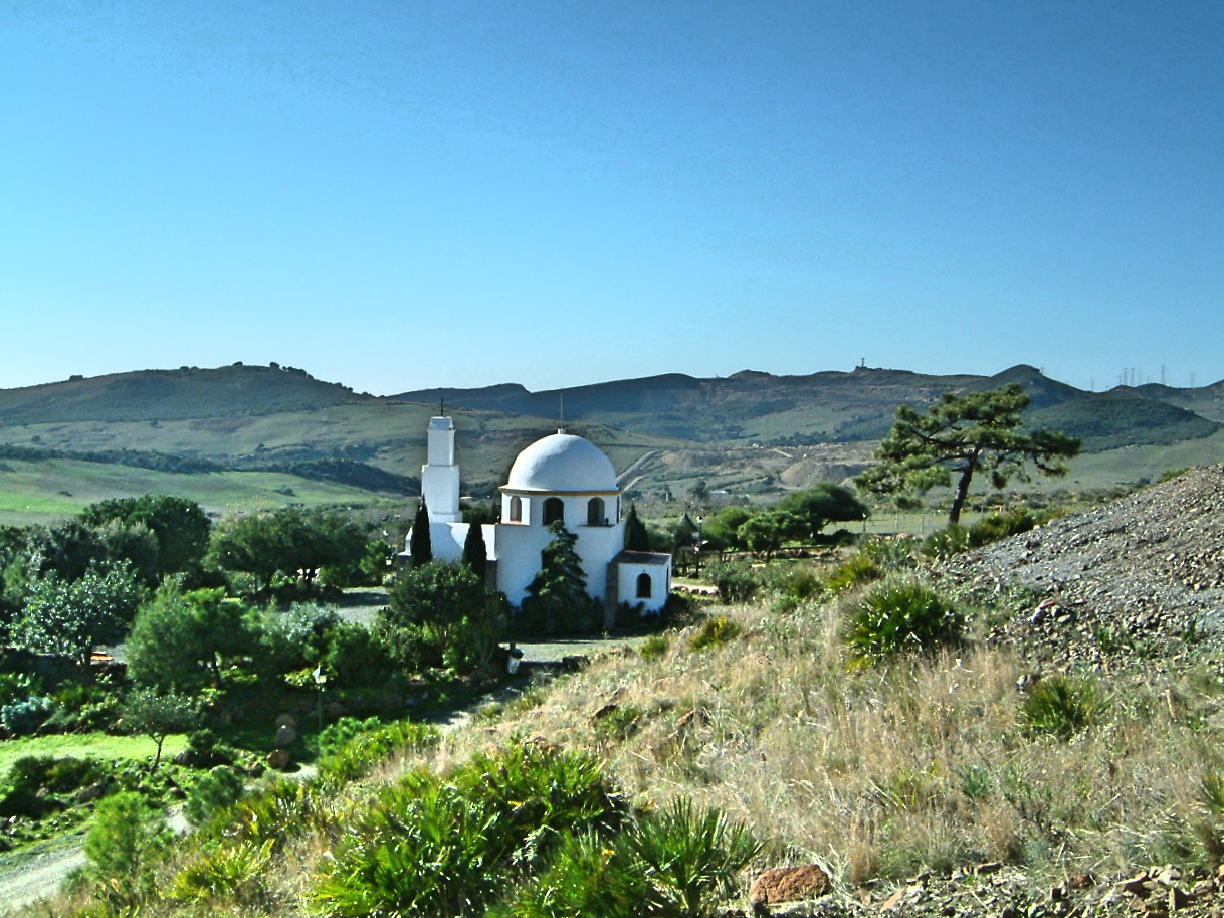
Ermita de San Isidro Labrador en el parque de Los Pedregales

Cuenta además con el parque San Isidro Labrador, o Los Pedregales, en las inmediaciones de Sierra Bermeja. En este parque se encuentra el centro de interpretación de los Dólmenes de Corominas y la ermita de San Isidro Labrador, dónde se celebra en el mes de mayo la romería de San Isidro Labrador. Es además un lugar de disfrute de la naturaleza frecuentado por los esteponeros, dotado de barbacoas y de pistas forestales para el senderismo y la BTT.

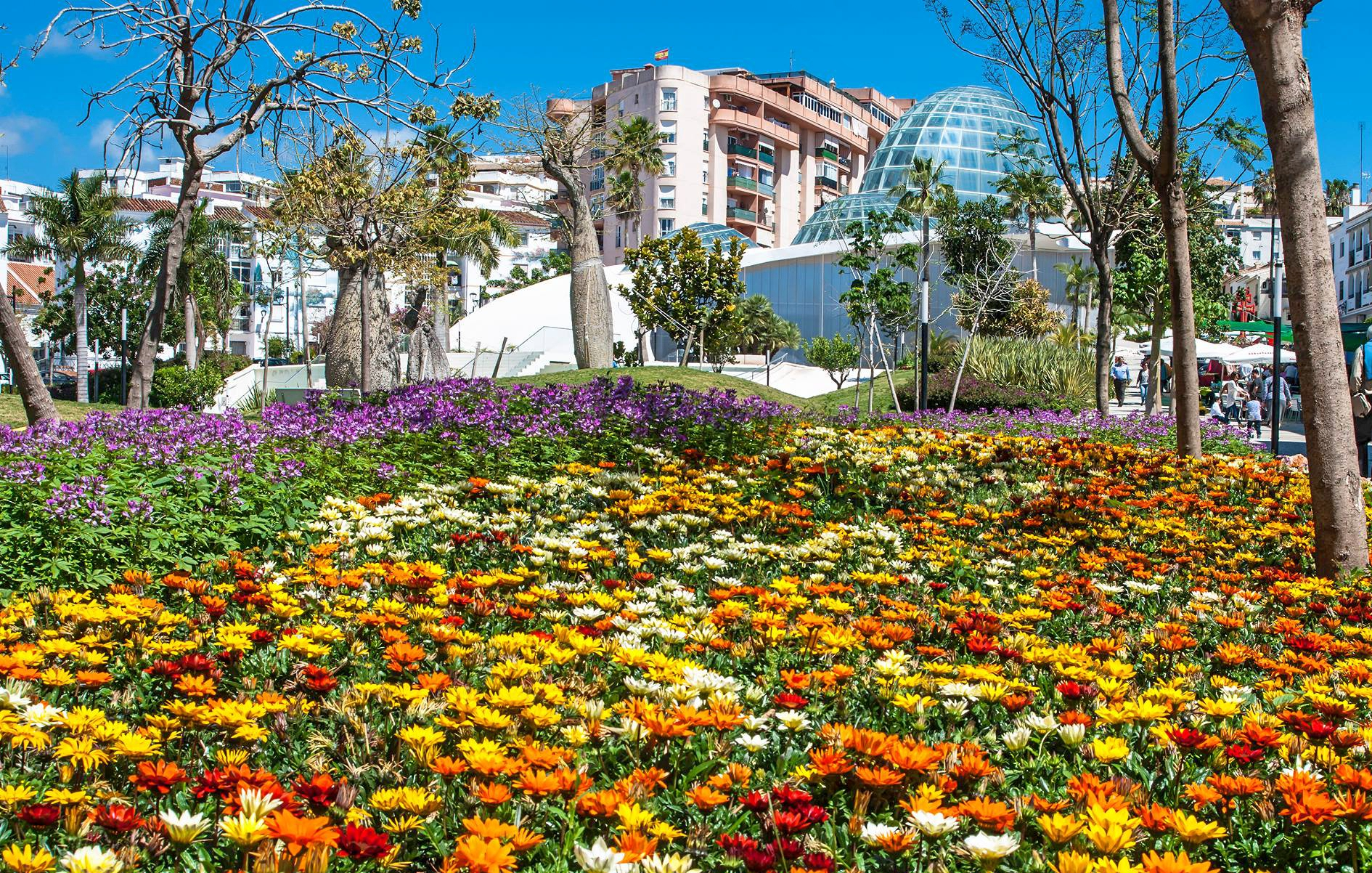
Orchidarium de Estepona

Inaugurado en 2014, cuenta con un recinto ferial permanente. Durante la inauguración se superó el récord Guinness de sevillanas. El recinto cuenta con una caseta principal con una estética exterior inspirada en la iglesia de los Remedios, además de otras casetas de feria. El recinto ferial tiene pistas de fútbol, baloncesto, voleibol, circuito biosaludable, una zona de atletismo, ping pong, ajedrez gigante, etc.

### Playas

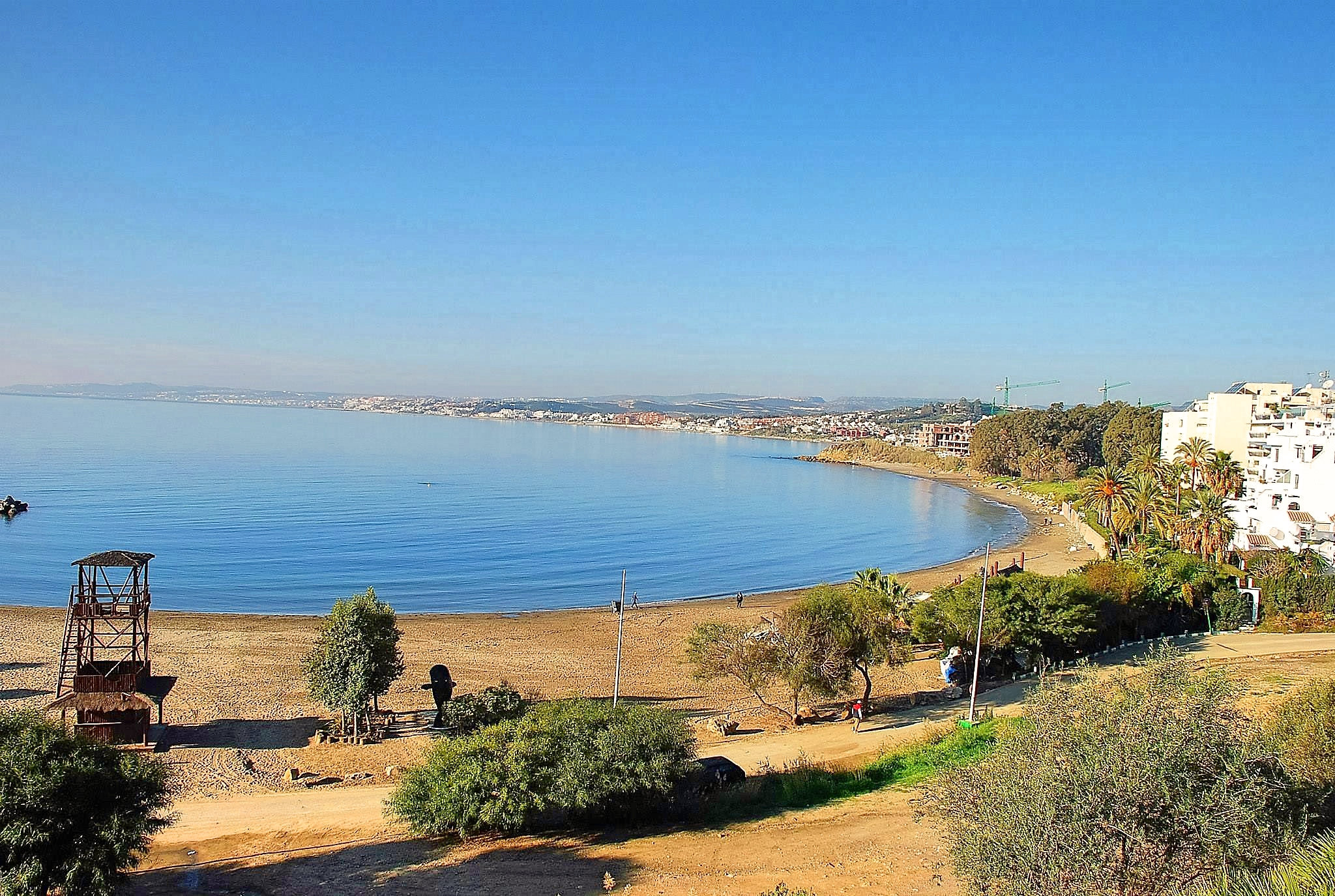
Playa del Cristo, con bandera azul

Playas de Arroyo Vaquero y El Cristo cuentan con Bandera Azul (2020). Además, Estepona cuenta con un paseo marítimo en el que, actualmente, una parte de éste ha sido recién obrado para ponerlo en mejores condiciones y más atractivo, denominado corredor litoral, en muchos tramos de madera y con puentes para salvar los arroyos, que prácticamente discurre por la totalidad del litoral de Estepona, con intención de unir este corredor con otros municipios. El Puerto Deportivo de Estepona cuenta con 447 amarres y está dotado de locales de ocio y mercadillo los domingos.

## Cultura

### Museos
- Museo Municipal de Estepona
- Museo Arqueológico de Estepona
- Centro cultural Padre Manuel
- Casa de Las Tejerinas
- Museo al aire libre de Santiago de Santiago
- Centro cultural Mirador del Carmen

### Arte en las calles de la ciudad

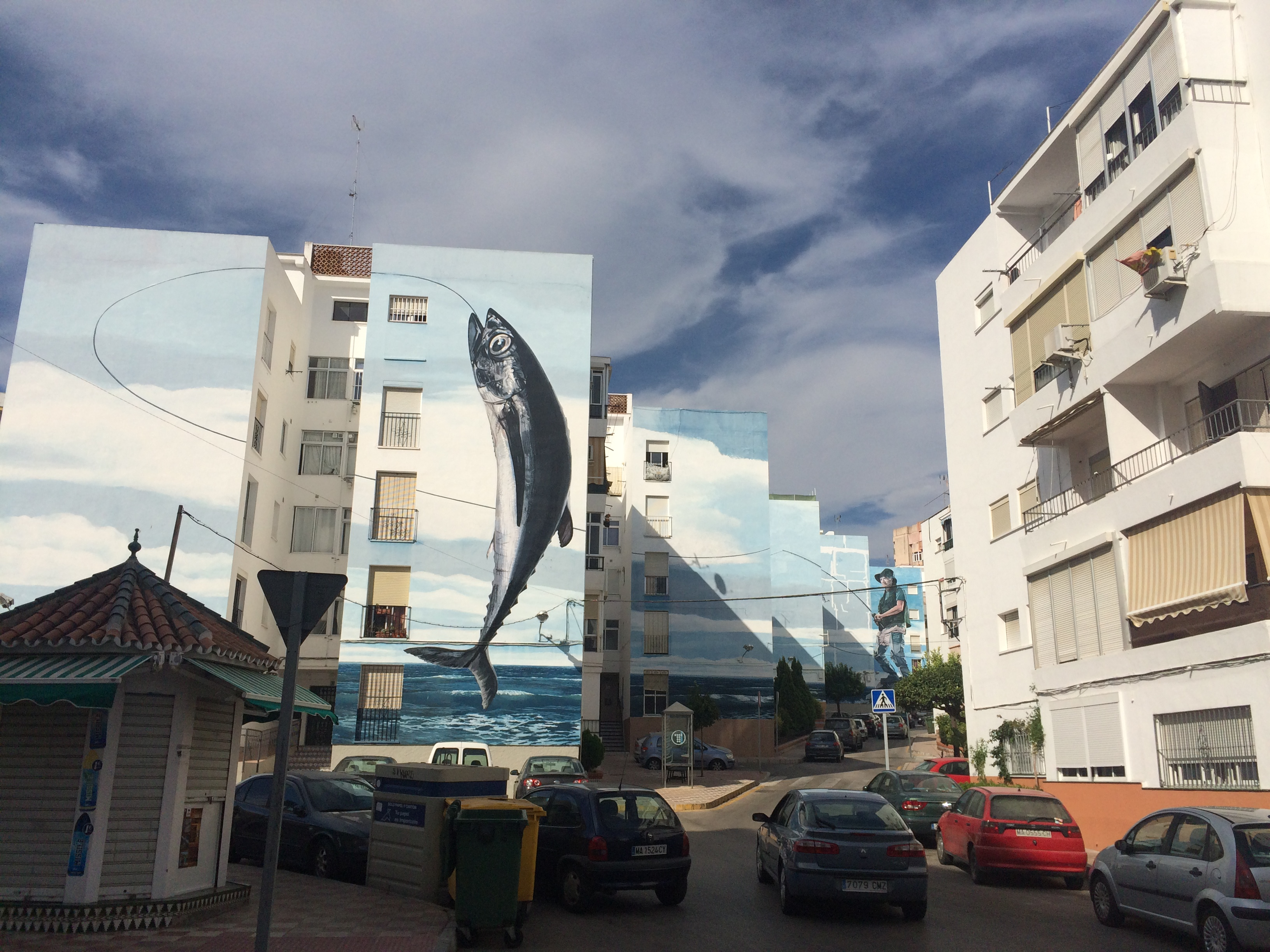
Ruta de los murales

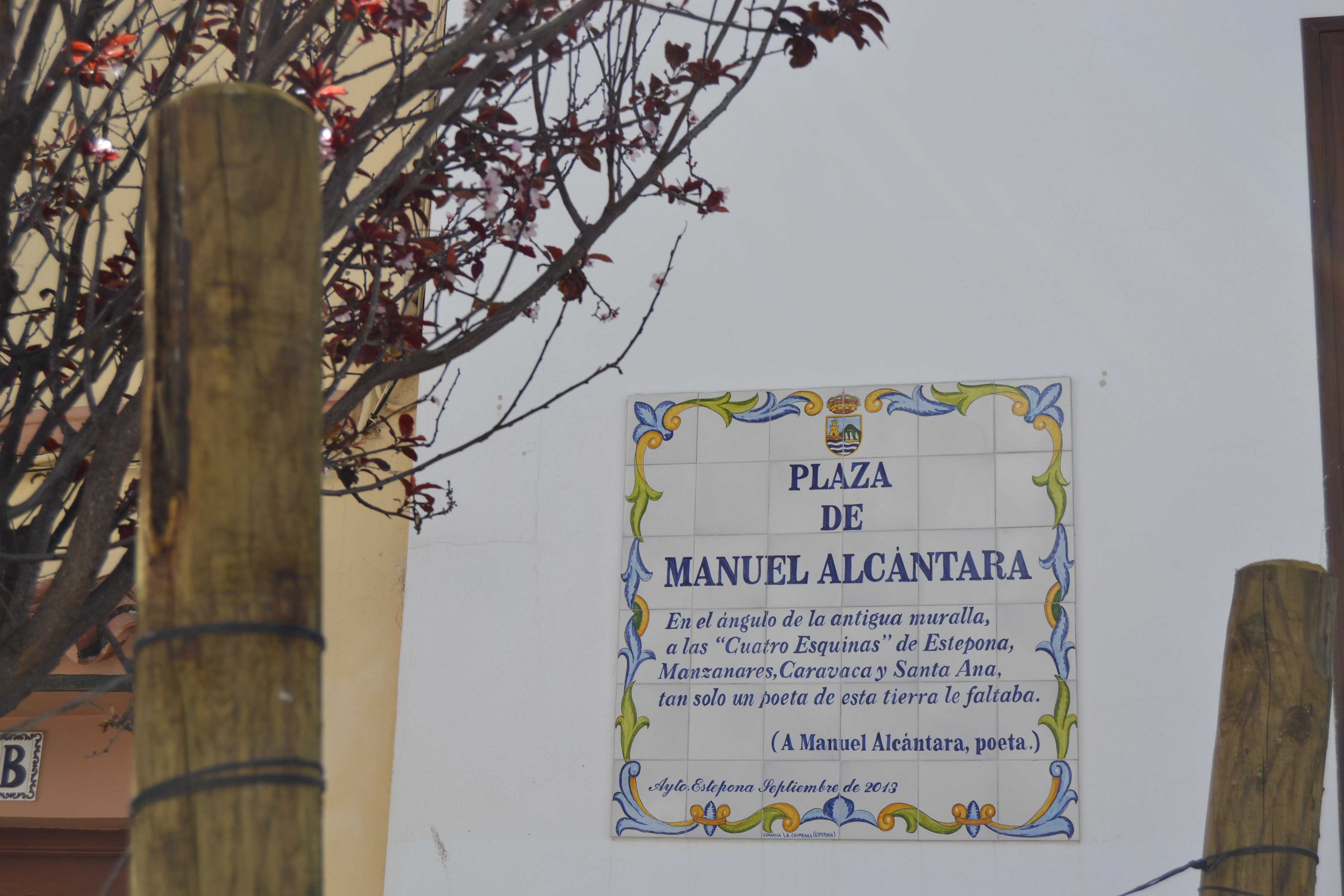
Ruta de la Poesía, en el centro de Estepona. Mural de Manuel Alcántara

Algunas calles, plazas y avenidas de Estepona poseen esculturas que pueden ser vistas por todos los ciudadanos y murales. Gran parte del casco urbano es semi-peatonal o son calles con tráfico rodado restringido, solo permitido para los residentes, estas calle poseen rosetones con dibujos en el suelo además de estar adornadas con maceteros en la vía y colgados de las fachadas, en algunos casos al ser peatonales, también están adornadas con árboles frutales de la zona. Cada calle tiene los maceteros de un color, ello hace que cada calle ofrezca la personalización de sus vecinos. También existe una ruta de la poesía, estas poesías están en zócalos por las calles del casco antiguo remodeladas.

### Murales en edificios
La ciudad tiene un total de 31 murales en diferentes puntos, uno de ellos es el más grande que existe en España en un edificio habitado ya que ocupa un total de seis edificios consecutivos, además existe un mural de 120 m cuadrados en la fachada de un edificio de la ciudad y un segundo de 30 m de altura, pero este de menos altura ya que el edificio elegido no es tan alto como el anterior, un tercer mural de 80 m cuadrados en otra de las falladas de la ciudad, el Ayuntamiento de Estepona ha anunciado que crearán nuevos murales y actualmente se busca emplazamiento para ellos, además de 2 que ya están en ejecución.

### Teatro Auditorio Felipe VI
Inaugurado en 2005 y empleado para teatro, cine, festivales y eventos. Cuenta con un escenario de 225 m² y 600 butacas. Presenta una programación de teatro anual en ocasiones acogiendo el estreno nacional de obras de teatro y espectáculos, conciertos como el Pórtico de la Semana Santa. Es sede de la banda municipal de música de Estepona y desde 2020 la escuela de artes escénicas de Estepona.

### Semana Internacional del Cine Fantástico y de Terror de Estepona
Desde el año 2000 se celebra la Semana Internacional de Cine Fantástico y de Terror de Estepona en el mes de septiembre, con una duración de una semana. Los organizadores son la Delegación de Cultura del Ayuntamiento de Estepona y la Asociación Unicornio, cuyo director es Julio Peces San Román.
Tanto el dibujante Alfonso Azpiri y el actor y director Paul Naschy fueron colaboradores habituales en todas las ediciones de la Semana Internacional. Cada año se entregan premios en las categorías de mejor película, dirección, interpretación, guion, efectos especiales, fotografía y música, además del Unicornio de Honor y premio ASFAAN. En su primera edición se concedió el Unicornio de Oro a la película al éxito de taquilla en España The Ring. En 2010 su premio Unicornio de Honor X Aniversario fue entregado a Dolph Lundgren.

### Semana Santa

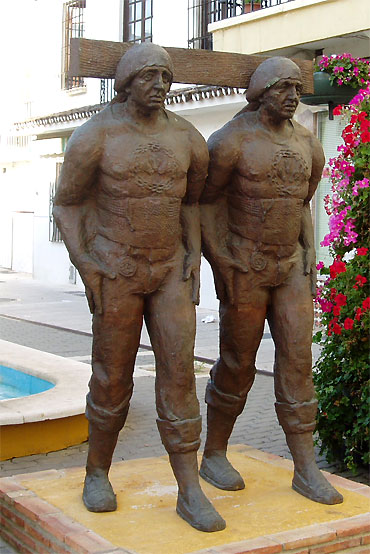
Escultura Los Costaleros de la Semana Santa de Estepona

Dentro de las celebraciones de la Semana Santa en Andalucía, la celebración religiosa de la Semana Santa de Estepona cuenta con una gran afluencia de vecinos y turistas, ya sea por fervor religioso, tradición festiva o curiosidad. Hay tres cofradías en Estepona Veracruz, Cristo del Amor y Cautivo. La Hermandad de la Veracruz es la más antigua y numerosa de Estepona. La talla del Cristo del imaginero Pedro Pérez Hidalgo fue quemada durante la Guerra Civil y durante la dictadura las imágenes no salieron en procesión; no fue hasta 1989 que retomaron las salidas procesionales, En 1982 la Cofradía del Cristo del Amor recuperó las procesiones de Semana Santa en Estepona y sus tronos son llevados a costal, al estilo sevillano. En la actualidad, es ésta la única hermandad de Estepona que procesiona a costal, el resto de cofradías lo hace al hombro, en el estilo tradicional malagueño. La Hermandad del Cautivo data de 1991.
La Semana Santa de Estepona se inicia el Domingo de Ramos con la Hermandad del Amor y la Esperanza, que procesiona al paso de la Triunfal Entrada de Jesús en Jerusalén y a Nuestra Señora. de la Paz. El Lunes Santo procesiona la Hermandad Infantil. El Martes Santo el tradicional Vía crucis de la Hermandad de la Vera Cruz hasta la ermita del Calvario. El Miércoles Santo es el turno de la Hermandad de Nazarenos de Nuestro Padre Jesús Cautivo, llamado también Señor de la Túnica Blanca, y María Santísima de la Salud. El Jueves Santo es el turno de nuevo para la Hermandad del Amor y la Esperanza, que procesiona a sus dos de sus Titulares, el Santísimo Cristo del Amor y María Santísima de la Esperanza y sus pasos son portados a costal, el estilo sevillano. El Viernes Santo sale a la calle la Hermandad de la Vera Cruz. Cinco son los tronos que esta Hermandad luce por las calles: Santísimo Cristo de la Vera Cruz; Virgen de los Dolores, Santo Sudario, Santo Entierro de Jesús y Soledad de María y San Juan. Por último, el Domingo de Resurrección, la Agrupación de Hermandades y Cofradías de Semana Santa de Estepona procesiona por las calles de la ciudad al Santísimo Cristo Resucitado y María Santísima de la Aurora, que cada año son portados alternativamente por una de las hermandades.
Hay además otras celebraciones litúrgicas asociadas a la Semana Santa, como son, el Domingo de Ramos, la bendición de los olivos durante en la parroquias de la ciudad y tala Misa del Alba y posterior Traslado de la Hermandad del Cautivo desde la parroquia de los Remedios hasta su casa hermandad.
Además, durante la Cuaresma hay diferentes pregones, la exaltación a la mujer de mantilla, al costalero y al hombre de trono. La banda municipal de Estepona, fundada en 1940 celebra el Concierto Pórtico de la Semana Santa.

### Romería, feria y día de San Isidro Labrador

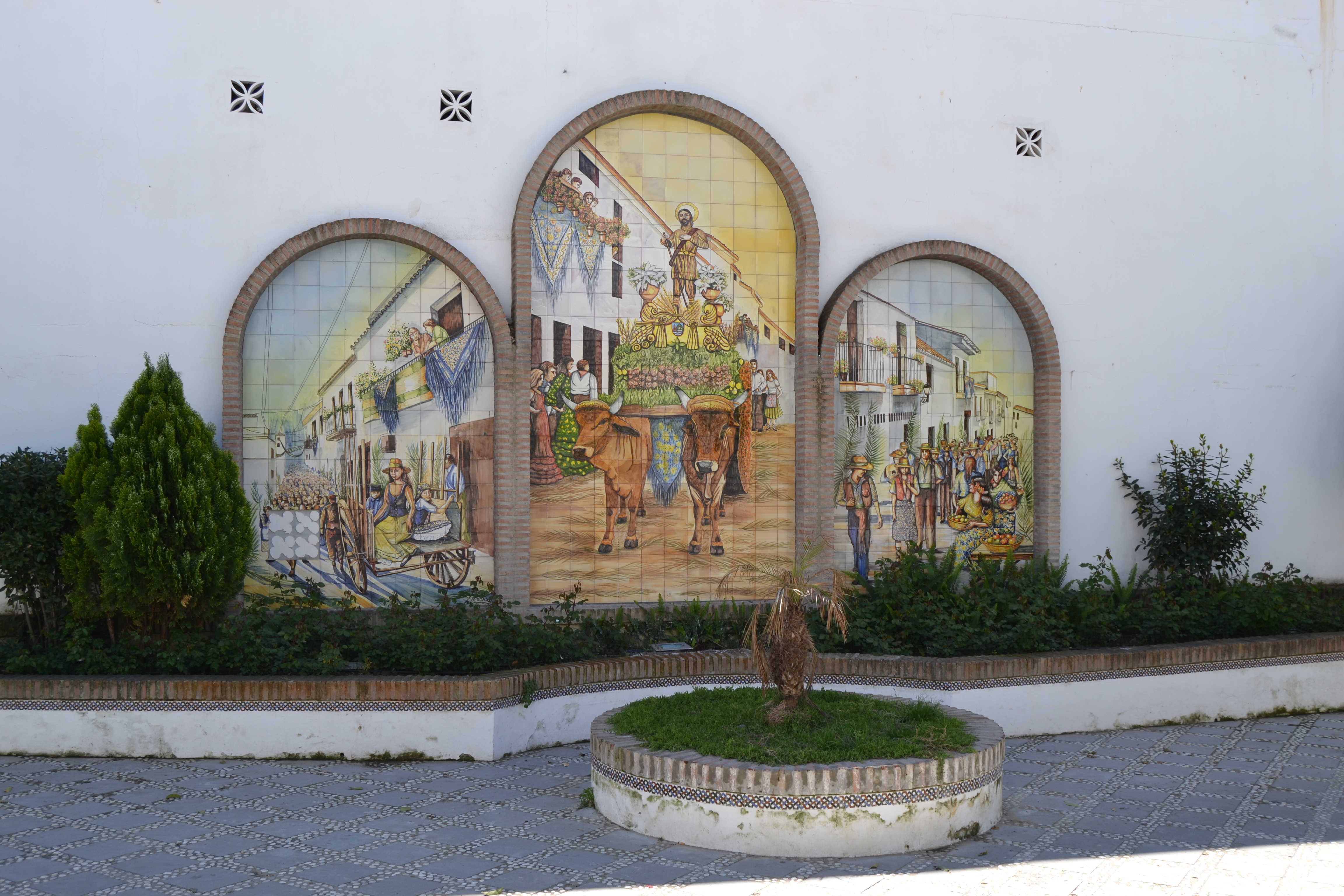
Romería de San Isidro Labrador

La romería de San Isidro Labrador se celebra el 7 de mayo. Después de la misa de los romeros, en la parroquia de San José, se realiza la subida al parque de Los Pedregales. El cortejo se acompaña de una panda de verdiales y se traslada al patrón hasta su ermita. La fiesta de la romería consiste en pasar un día de campo con familiares y amigos. La comida típica de ese día es la sopa campera, junto a chorizos y morcillas y la bebida típica es la sangría. Durante esa semana se celebra la Feria de San Isidro en el recinto ferial con atracciones, caseta municipal y diferentes eventos y actuaciones para disfrutar de un ambiente agradable y festivo. El día 15 de mayo, día de San Isidro Labrador se hace una procesión en la que unos bueyes van tirando de la carreta que llevan al Santo. A mitad de camino los portadores utilizan un trono para terminar el recorrido llevando a San Isidro. Las calles son adornadas con motivos naturales, en el suelo se extienden palmas y en las aceras se ponen macetas. A la entrada del patrón en la iglesia, se sueltan palomas blancas y hay una ráfaga de petardos. Así y con el himno de Andalucía sonando de la banda de música municipal, acaba el día de San Isidro.

### Fiestas populares

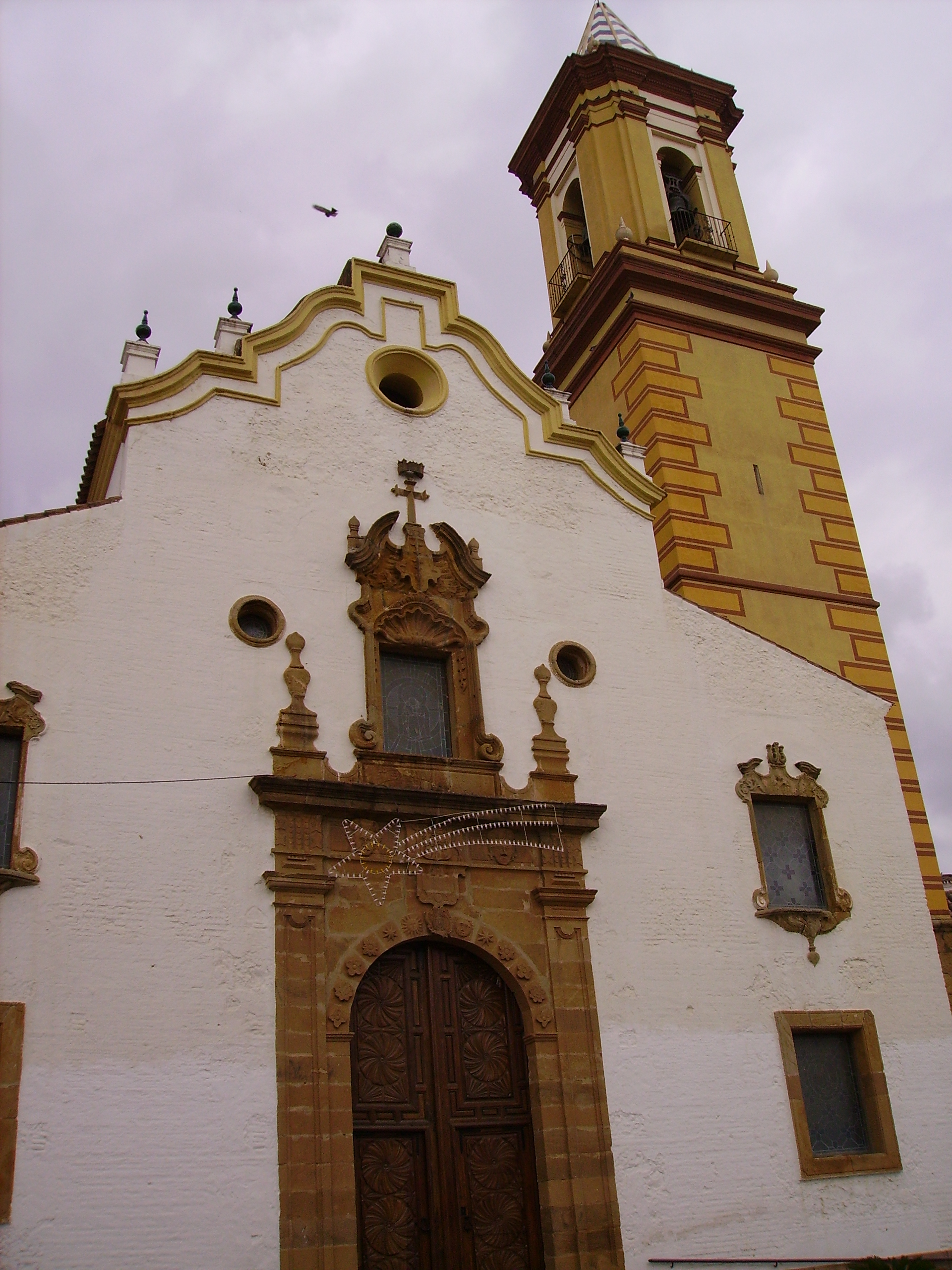
Iglesia Sta. María de los Remedios

- Carnaval: segunda semana de febrero.
- San Juan: se queman los «júas». La noche del 23 de junio se encuentran en cada barriada del municipio unos muñecos o representaciones de algo importante que haya pasado durante el año. Con estas representaciones se hace un concurso y el que gana el primer premio es el último en quemarse. En esa noche se queman los muñecos y hay una fiesta en una de las barriadas, en la que se puede encontrar baile flamenco.
- Feria y fiestas mayores: primera semana de julio.
- Día de la Virgen del Carmen: 16 de julio. El 16 de julio se celebra en Estepona la festividad de Ntra. Sra. del Carmen, esta celebración es todo un hito para el municipio. Desde el año 1990, Ntra. Sra. del Carmen goza del privilegio de ser Patrona y Alcaldesa de la Villa de Estepona. Por la tarde se realiza la procesión de la Virgen, la cual pasea por las calles y el paseo marítimo de Estepona, en el tramo central del paseo, la Virgen se adentra en la playa, y es embarcada, con el motivo de bendecir las aguas de Estepona. Cuando la Virgen entra en el mar, ya hay esperándola innumerables embarcaciones, puesto que al subirla en un barco para pasearla por el mar, las demás embarcaciones la escoltan.
- Festividad de Santa María de los Remedios: el 15 de agosto tiene lugar la procesión por el casco histórico de la Antigua Patrona de la Villa, la Virgen de los Remedios. La advocación mariana de los Remedios ha estado históricamente muy ligada a la vida de los esteponeros, tal es así, que desde el siglo XVI hasta bien entrado el siglo XX, la Virgen de los Remedios es Patrona de Estepona.

A fecha de hoy ostenta el título honorario de «Virgen Protectora Perpetua de Estepona» como reconocimiento a la antigua patrona de Estepona.

### Otras ferias y eventos
La Feria del Libro de verano se celebra desde hace 25 años en el paseo marítimo. Además, en verano se celebra también el Día del Turista. Desde 2018 se celebra el festival de música electrónica Los Álamos Beach Festival y desde 2015 se celebra la Pasarela de Moda y Semana de la Moda. Desde 2017 se celebra el festival enológico y cultural 10 Wine Street. También se celebra la Noche en blanco, y el programa de ocio y cultura Estepona Vive Sus Calles, y desde 2009 la Ruta de la Tapa. Desde el 2014 tienen lugar la Ruta del Queso y la Feria de Orquídeas. Del 2010 data la celebración del Concurso Nacional de Cortadores de Jamón Popi Estepona con una alta participación de empresas del sector y de público.

### Gastronomía
La gastronomía de Estepona se basa en los típicos platos andaluces, con preferencia de productos procedentes de la pesca como las sardinas en espeto, boquerones fritos, algunas salazones o pez espada. También destaca el queso de cabra, por su actividad agrícola hasta hace relativamente poco destacaba la sopa campera, el gazpacho, y el ajoblanco.
Otro de los productos más exquisitos de Estepona es la conocida trucha del Padrón. La trucha del Padrón es una especie única en la Costa del Sol. Criada en los ricos cañaverales del río Padrón, la trucha esteponera, como también se la conoce, se constituye como el ingrediente principal de uno de los platos más ricos de la gastronomía esteponera, la "fritá" de trucha del Padrón.

### Deporte

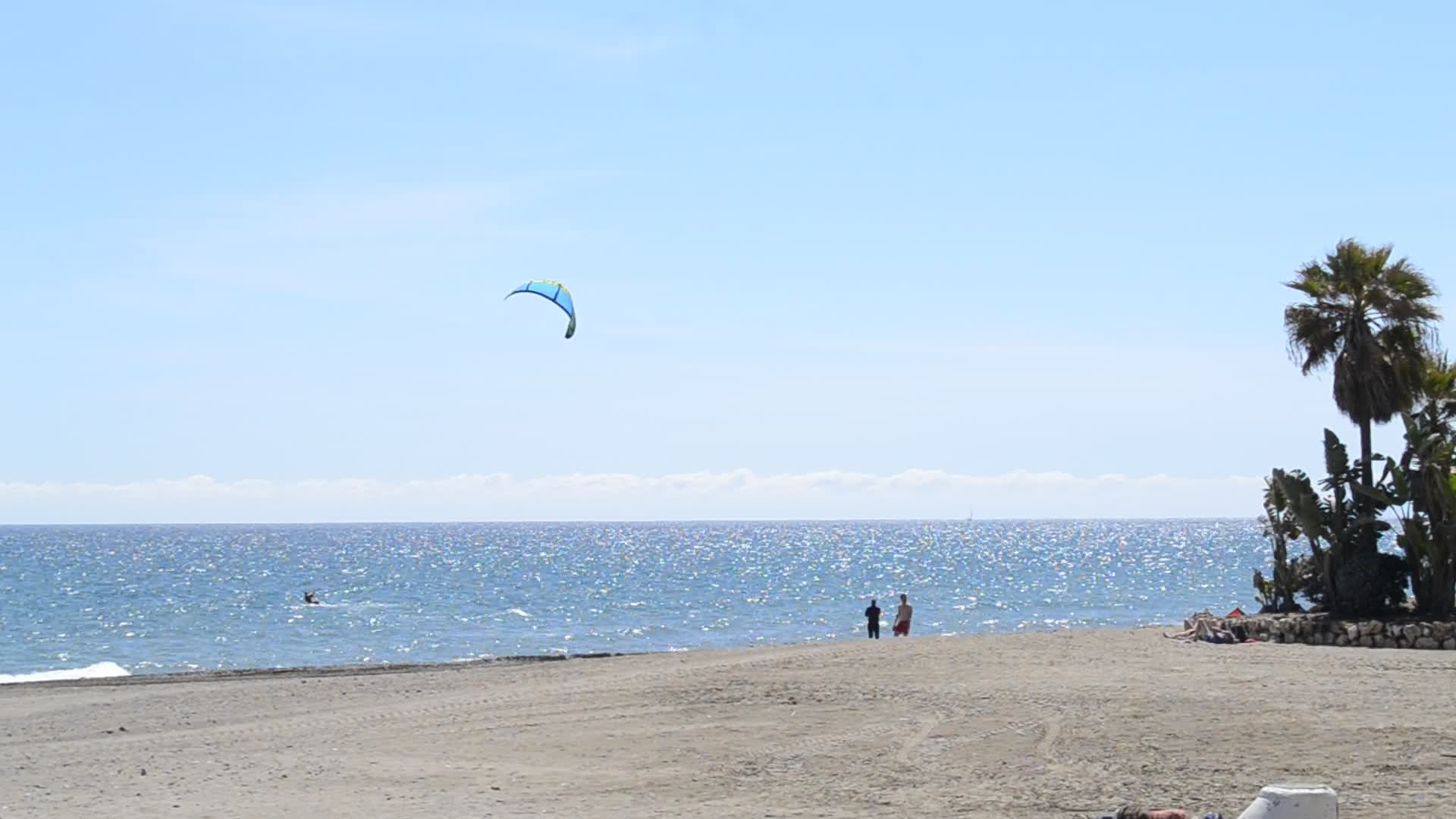
Kitesurf en Estepona

#### Instalaciones
Esta ciudad posee varios polideportivos como El Carmen, Santo Tomás, La Lobilla, Cancelada, José Ramón de la Morena y Las Mesas.
Aparte de un el recinto ferial en el cual existen pistas de fútbol, canchas de baloncesto, pistas de tenis, circuitos biosaludables, zonas de voleibol y un carril bici entre otros. En el 2018 se incorporó un circuito de bicis BMX diseñado por Rubén Alcántara.
En 2019 se inaugura el estadio de atletismo Ciudad de Estepona homologado para competiciones oficiales y para la práctica además de las disciplinas de lanzamiento (disco, jabalina, martilla y peso), de salto (altura y pértiga) y un campo de fútbol y dos de fútbol 7.

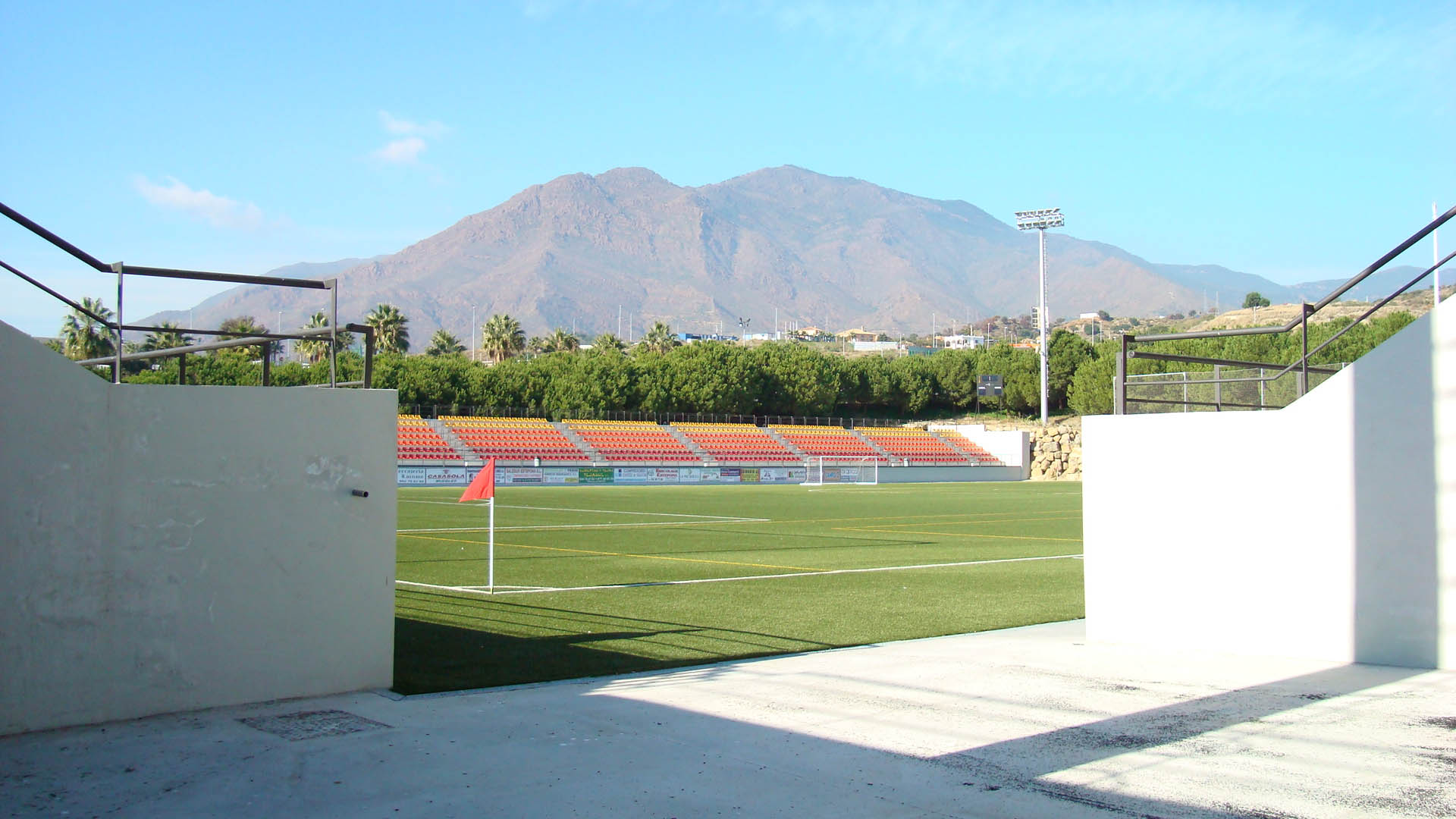
Estadio de fútbol de Estepona

#### Fútbol
El C.D. Estepona Fútbol sénior juega en cuarta división española, tras adquirir el club Juan José Hidalgo y comprar dicha plaza, el equivalente a la antigua tercera división (temporada 2020-2021), que juega en el estadio municipal Francisco Muñoz Pérez. También cuenta con una sección femenina que va desde alevines a categoría sénior. Dicho club, no cuenta con cantera propia masculina, ya que su fútbol base, el C.D. Estepona Fútbol Base, es independiente al club sénior.
Por otro lado, desde el 2008 y siendo el más antiguo de la localidad, la ciudad cuenta con el ADC Esteponense, cuya sede se encuentra en el estadio municipal San Fernando. Club de cantera y primero en contar con sección masculina y femenina, incluida desde 2020; el ADC Esteponense Féminas en categoría sénior, cadetes e infantiles.
En junio del 2021, la ADC Esteponense anuncia la creación de su equipo sénior masculino.

#### Equitación
En Estepona se encuentra la Escuela de Arte Ecuestre Costa del Sol, uno de los más notables y renombrados centros hípicos en España y Europa. La Escuela de Arte Ecuestre Costa del Sol está reconocida por la B.H.S. (British Horse Society) como escuela de equitación, así como por la Federación Andaluza de Hípica (F.A.H.), con la más elevada calificación oficial de cuatro estribos. Cuenta con modernas instalaciones, una pista de doma y otra cubierta con 1235 asientos, además de un área de competición de 7000 m², unos establos de 148 boxes y un caminador. Además cuenta con instalaciones auxiliares como una herrería, una clínica veterinaria, una guarnicionería, además de la tienda hípica y recepción y cuenta además con restaurante y espacio para celebraciones.

#### Golf
Cuenta con cinco campos de golfː Atalaya Golf and Country Club, Valle Romano Golf and Resort, Paraíso Golf Club, Azata Golf y Club de Golf El Coto, Campanario Ocio y Turismo.

#### Otros deportes
Cuenta con el Club de Tenis Estepona, inaugurado en 1988, con cinco pistas de tierra batida y dónde se han disputado pruebas del circuito ITF Seniors Tour y del torneo juvenil nacional Marca Jóvenes Promesas. También destacar el club de tenis y pádel BelAir donde también se han disputado pruebas del ITF Seniors Tour.
Respecto al automovilismo, desde 2016 se realiza la Subida a Peñas Blancas, prueba puntuable en el Campeonato de España de Subidas, y además cuenta con una instalación de karting denominada Kart & Fun desde 2016, dónde se han realizado diversas pruebas de Campeonatos Amateurs de Karting (2019).
En 2015 Estepona acogió la salida de la cuarta etapa de la Vuelta Ciclista a España. En 2013 Estepona recibió la distinción Ciudad Europea del Deporte 2013, año en que termina en Estepona una de las etapas de la Vuelta Ciclista a España, concretamente en el puerto de Peñas Blancas en Sierra Bermeja.
Además, cuenta con la escuela municipal de ajedrez, que celebra desde 1985 el torneo nocturno Ciudad de Estepona.
El club de gimnasia rítmica Estepona compite en diferentes categorías. Desde 2001 se celebra el torneo de gimansia rítmica Ciudad de Estepona.